# Liste der Schweizer Meister im Skilanglauf

Logo des Schweizer Skiverbandes Swiss-Ski

Die Liste der Schweizer Meister im Skilanglauf listet alle Sieger sowie die Zweit- und Drittplatzierten im Skilanglauf bei den Schweizer Meisterschaften seit 1934 auf.
Der Skilanglauf ist für die Männer seit der ersten Austragung im Jahr 1905 Bestandteil der Schweizer Skimeisterschaften. Bis 1933 zählte es gemeinsam mit dem Skispringen zur Ermittlung des Schweizer Skimeisters. Als 1934 der Schweizer Skimeistertitel zum ersten Mal in der Viererkombination aus Skispringen, Langlauf, Abfahrt und Slalom vergeben wurde, gab es erstmals Meistertitel in diesen einzelnen Disziplinen.

## Männer

### 5 km
| Meisterschaft | Austragungsort | Laufstil    | Gold            | Silber        | Bronze         |
| ------------- | -------------- | ----------- | --------------- | ------------- | -------------- |
| 2025          | Ulrichen       | freier Stil | Candide Pralong | Jonas Baumann | Niclas Steiger |

### 10 km
| Meisterschaft | Austragungsort | Laufstil         | Gold               | Silber             | Bronze             |
| ------------- | -------------- | ---------------- | ------------------ | ------------------ | ------------------ |
| 1991          | Kandersteg     | klassischer Stil | Daniel Hediger     | Jürg Capol         | Jeremias Wigger    |
| 1992          | Les Diablerets | klassischer Stil | Jeremias Wigger    | Giachem Guidon     | Daniel Hediger     |
| 1993          | La Fouly       | klassischer Stil | Jürg Capol         | Giachem Guidon     | Markus Hasler      |
| 1994          | Campra         | klassischer Stil | Jeremias Wigger    | Markus Hasler      | Hans Diethelm      |
| 1995          | Sörenberg      | klassischer Stil | Markus Hasler      | Patrick Mächler    | Marc Grünenfelder  |
| 1996          | Klosters       | klassischer Stil | Markus Hasler      | Isidor Haas        | Jeremias Wigger    |
| 1997          | Le Brassus     | klassischer Stil | Beat Koch          | Stephan Kunz       | Wilhelm Aschwanden |
| 1998          | Biel           | klassischer Stil | Reto Burgermeister | Wilhelm Aschwanden | Beat Koch          |
| 1999          | Silvaplana     | klassischer Stil | Wilhelm Aschwanden | Reto Burgermeister | Patrick Mächler    |
| 2012          | Campra         | klassischer Stil | Dario Cologna      | Jonas Baumann      | Marco Mühlematter  |
| 2024          | Klosters       | klassischer Stil | Fabrizio Albasini  | Curdin Räz         | Severin Bässler    |
| 2025          | Jaunpass       | klassischer Stil | Nicola Wigger      | Niclas Steiger     | Antonin Savary     |

### 15 km
| Meisterschaft | Austragungsort       | Laufstil         | Gold                    | Silber              | Bronze            |
| ------------- | -------------------- | ---------------- | ----------------------- | ------------------- | ----------------- |
| 1954          | Grindelwald          |                  | Walter Lötscher         | Michel Rey          | Marcel Huguenin   |
| 1955          | Les Rasses           |                  | Fritz Kocher            | Viktor Kronig       | Werner Zwingli    |
| 1956          | Gstaad               |                  | Fritz Kocher            | Michel Rey          | Werner Zwingli    |
| 1957          | St. Moritz           |                  | Fritz Kocher            | Lorenz Possa        | Jean Jordan       |
| 1958          | Kandersteg           |                  | Michel Rey              | Louis-Charles Golay | Fritz Kocher      |
| 1960          | Saas-Fee             |                  | Lorenz Possa            | Konrad Hischier     | Michel Rey        |
| 1962          | Château-d’Oex        |                  | Jean-Pierre Pellouchoud | Konrad Hischier     | Ludwig Regli      |
| 1963          | Einsiedeln           |                  | Hans Ammann             | Michel Rey          | Alois Kälin       |
| 1964          | St. Moritz           |                  | Alois Kälin             | Konrad Hischier     | Denis Mast        |
| 1965          | Kandersteg           |                  | Konrad Hischier         | Alois Kälin         | Franz Kälin       |
| 1966          | Andermatt            |                  | Konrad Hischier         | Josef Haas          | Alois Kälin       |
| 1967          | Einsiedeln           |                  | Josef Haas              | Michel Haymoz       | Konrad Hischier   |
| 1968          | Lenk                 |                  | Alois Kälin             | Josef Haas          | Konrad Hischier   |
| 1969          | Château-d’Oex        |                  | Alois Kälin             | Edi Hauser          | Ulrich Wenger     |
| 1970          | Sainte-Croix         |                  | Werner Geeser           | Edi Hauser          | Alois Kälin       |
| 1971          | Einsiedeln           |                  | Alois Kälin             | Hermann Walther     | Edi Hauser        |
| 1972          | Vue des Alpes        |                  | Edi Hauser              | Alfred Kälin        | Alois Kälin       |
| 1973          | Splügen              |                  | Alfred Kälin            | Albert Giger        | Heinz Gähler      |
| 1974          | Obergoms             |                  | Edi Hauser              | Albert Giger        | Werner Geeser     |
| 1975          | Pays-d’Enhaut        |                  | Hans-Ueli Kreuzer       | Albert Giger        | Alfred Kälin      |
| 1976          | Marbach              |                  | Franz Renggli           | Albert Giger        | Heinz Gähler      |
| 1977          | Einsiedeln           |                  | Heinz Gähler            | Hans-Ueli Kreuzer   | Alois Kälin       |
| 1978          | Tramelan             |                  | Bruno Heinzer           | Alfred Kälin        | Venanz Egger      |
| 1979          | Silvaplana           |                  | Venanz Egger            | Franz Renggli       | Edi Hauser        |
| 1980          | Lenk                 |                  | Konrad Hallenbarter     | Gaudenz Ambühl      | Franz Renggli     |
| 1981          | Urnäsch              |                  | Konrad Hallenbarter     | Franz Renggli       | Alfred Schindler  |
| 1982          | Splügen              |                  | Franz Renggli           | Konrad Hallenbarter | Andy Grünenfelder |
| 1983          | La Fouly             |                  | Andy Grünenfelder       | Giachem Guidon      | Franz Renggli     |
| 1984          | Saint-Imier          |                  | Andy Grünenfelder       | Konrad Hallenbarter | Giachem Guidon    |
| 1985          | Einsiedeln           |                  | Andy Grünenfelder       | Markus Fähndrich    | Giachem Guidon    |
| 1986          | Trun                 |                  | Giachem Guidon          | Jeremias Wigger     | Joos Ambühl       |
| 1987          | Blonay               | klassischer Stil | Andy Grünenfelder       | Giachem Guidon      | Jeremias Wigger   |
| 1988          | Sparenmoos           | klassischer Stil | Andy Grünenfelder       | Giachem Guidon      | Jürg Capol        |
| 1989          | Salwideli bei Flühli | klassischer Stil | Andy Grünenfelder       | Giachem Guidon      | Jürg Capol        |
| 2004          | Pontresina           | freier Stil      | Christoph Schnider      | Reto Burgermeister  | Gion-Andrea Bundi |
| 2005          | Les Diablerets       | freier Stil      | Curdin Perl             | Thomas Frei         | Gion-Andrea Bundi |
| 2006          | Ulrichen             | klassischer Stil | Reto Burgermeister      | Christian Stebler   | Gion Andrea Bundi |
| 2007          | Steg                 | freier Stil      | Remo Fischer            | Curdin Perl         | Christian Stebler |
| 2008          | Feutersoey           | klassischer Stil | Reto Burgermeister      | Marco Mühlematter   | Gion Andrea Bundi |
| 2009          | Trun                 | freier Stil      | Remo Fischer            | Toni Livers         | Gion Andrea Bundi |
| 2010          | Marbach              | klassischer Stil | Toni Livers             | Marco Mühlematter   | Andrea Florinett  |
| 2011          | Les Mosses           | freier Stil      | Dario Cologna           | Curdin Perl         | Remo Fischer      |
| 2013          | Lenzerheide          | freier Stil      | Dario Cologna           | Remo Fischer        | Toni Livers       |
| 2014          | Leysin               | klassischer Stil | Dario Cologna           | Valerio Leccardi    | Philipp Hälg      |
| 2015          | Kandersteg           | freier Stil      | Jonas Baumann           | Roman Furger        | Jason Rüesch      |
| 2016          | Zweisimmen           | klassischer Stil | Ueli Schnider           | Jason Rüesch        | Livio Bieler      |
| 2017          | Tschierv             | freier Stil      | Jason Rüesch            | Beda Klee           | Dajan Danuser     |
| 2018          | Steg                 | klassischer Stil | Ueli Schnider           | Livio Bieler        | Beda Klee         |
| 2019          | Engelberg            | freier Stil      | Toni Livers             | Livio Bieler        | Cédric Steiner    |
| 2020          | Realp                | klassischer Stil | Livio Bieler            | Dajan Danuser       | Toni Livers       |
| 2021          | Sedrun               | freier Stil      | Jason Rüesch            | Dajan Danuser       | Livio Bieler      |
| 2022          | Zweisimmen           | klassischer Stil | Cédric Steiner          | Ueli Schnider       | Nicola Wigger     |
| 2023          | Ulrichen             | freier Stil      | Antonin Savary          | Cédric Steiner      | Cla-Ursin Nufer   |

### 16/17/18 km
| Meisterschaft | Austragungsort | Distanz | Gold               | Silber              | Bronze             |
| ------------- | -------------- | ------- | ------------------ | ------------------- | ------------------ |
| 1934          | Andermatt      | 18 km   | Gustav Julen       | Léonce Cretin       | Robert Gindre      |
| 1935          | Grindelwald    | 17 km   | Adolf Freiburghaus | Chevassuz           | Alfred Limacher    |
| 1936          | Davos          | 16 km   | Kilian Ogi         | Ernst Berger        | August Sonderegger |
| 1937          | Les Diablerets | 17 km   | Ernst Berger       | Heinz von Allmen    | Adi Gamma          |
| 1938          | Wengen         | 17 km   | Heinz von Allmen   | Adi Gamma           | Ernst Anderegg     |
| 1939          | Unterwasser    | 16 km   | Alberto Jammaron   | Severino Compagnoni | Adolf Freiburghaus |
| 1940          | Gstaad         | 16 km   | Heinz von Allmen   | Robert Zurbriggen   | Franz Winkler      |
| 1941          | St. Moritz     | 16 km   | Heinz von Allmen   | Martin Zimmermann   | Adolf Freiburghaus |
| 1942          | Grindelwald    | 18 km   | Heinz von Allmen   | Otto von Allmen     | Eric Soguel        |
| 1943          | Arosa          | 18 km   | Willy Bernath      | Martin Zimmermann   | Otto von Allmen    |
| 1944          | Gstaad         | 18 km   | Max Müller         | Edi Schild          | Otto von Allmen    |
| 1945          | Engelberg      | 18 km   | Max Müller         | Otto von Allmen     | Martin Zimmermann  |
| 1946          | Davos          | 18 km   | Otto von Allmen    | Niklaus Stump       | Robert Zurbriggen  |
| 1947          | Wengen         | 18 km   | Robert Zurbriggen  | Jacques Moreillon   | Louis Bourban      |
| 1948          | St. Moritz     | 18 km   | Edi Schild         | Robert Zurbriggen   | Alfons Supersaxo   |
| 1949          | Gstaad         | 18 km   | Theo Allenbach     | Alfons Supersaxo    | Franz Regli        |
| 1950          | Crans          | 18 km   | Fritz Zurbuchen    | Odilo Zurbriggen    | Walter Lötscher    |
| 1951          | Adelboden      | 18 km   | Alfred Kronig      | Odilo Zurbriggen    | Otto Beyeler       |
| 1952          | Le Brassus     | 16 km   | Alfons Supersaxo   | Alfred Kronig       | Walter Lötscher    |
| 1953          | St. Moritz     | 18 km   | Werner Zwingli     | Walter Lötscher     | Michel Rey         |
| 1959          | Engelberg      | 16 km   | Viktor Kronig      | Konrad Hischier     | Erwino Hari        |
| 1961          | Kandersteg     | 16 km   | Konrad Hischier    | Alois Kälin         | Alphonse Baume     |

### 30 km
| Meisterschaft | Austragungsort       | Laufstil         | Gold                | Silber              | Bronze              |
| ------------- | -------------------- | ---------------- | ------------------- | ------------------- | ------------------- |
| 1961          | Kandersteg           |                  | Alphonse Baume      | Fritz Kocher        | Hans Ammann         |
| 1962          | Jaunpass             |                  | Konrad Hischier     | Alphonse Baume      | Hans Ammann         |
| 1963          | Champex              |                  | Alois Kälin         | Denis Mast          | Michel Rey          |
| 1964          | Les Prés-d’Orvin     |                  | Alois Kälin         | Konrad Hischier     | Denis Mast          |
| 1965          | Riederalp            |                  | Konrad Hischier     | Franz Kälin         | Hans Oberer         |
| 1966          | Le Sentier           |                  | Konrad Hischier     | Denis Mast          | Josef Haas          |
| 1967          | Riedern              |                  | Hanspeter Kasper    | Ulrich Wenger       | Franz Kälin         |
| 1968          | Blonay               |                  | Alois Kälin         | Josef Haas          | Georges Gottofrey   |
| 1969          | Escholzmatt          |                  | Alois Kälin         | Fritz Stüssi        | Josef Haas          |
| 1970          | Gsteig               |                  | Alois Kälin         | Edi Hauser          | Giuseppe Dermon     |
| 1971          | Zinal                |                  | Alois Kälin         | Urs Roner           | Louis Jaggi         |
| 1972          | Entlebuch            |                  | Alfred Kälin        | Werner Geeser       | Edi Hauser          |
| 1973          | San Bernardino       |                  | Edi Hauser          | Alfred Kälin        | Werner Geeser       |
| 1974          | Ulrichen             |                  | Alfred Kälin        | Kurt Lötscher       | Heinz Gähler        |
| 1975          | Pays-d’Enhaut        |                  | Albert Giger        | Alfred Kälin        | Edi Hauser          |
| 1976          | Flühli               |                  | Herbert Geeser      | Heinz Gähler        | Franz Renggli       |
| 1977          | Einsiedeln           |                  | Heinz Gähler        | Franz Renggli       | Mario Pesenti       |
| 1978          | Tramelan             |                  | Edi Hauser          | Franz Renggli       | Hans-Ueli Kreuzer   |
| 1979          | St. Moritz           |                  | Edi Hauser          | Franz Renggli       | Hans-Ueli Kreuzer   |
| 1980          | Lenk                 |                  | Gaudenz Ambühl      | Franz Renggli       | Konrad Hallenbarter |
| 1981          | Urnäsch              |                  | Konrad Hallenbarter | Paul Grünenfelder   | Alfred Schindler    |
| 1982          | Splügen              |                  | Alfred Schindler    | Andy Grünenfelder   | Giachem Guidon      |
| 1983          | Le Châble            |                  | Andy Grünenfelder   | Konrad Hallenbarter | Franz Renggli       |
| 1984          | Saint-Imier          |                  | Andy Grünenfelder   | Konrad Hallenbarter | Giachem Guidon      |
| 1985          | Einsiedeln           |                  | Andy Grünenfelder   | Giachem Guidon      | Markus Fähndrich    |
| 1986          | Trun                 |                  | Andy Grünenfelder   | Giachem Guidon      | Jürg Capol          |
| 1987          | Blonay               | klassischer Stil | Giachem Guidon      | Jeremias Wigger     | André Rey           |
| 1988          | Sparenmoos           | klassischer Stil | Jürg Capol          | Giachem Guidon      | Jeremias Wigger     |
| 1989          | Salwideli bei Flühli | klassischer Stil | Giachem Guidon      | André Rey           | Jürg Capol          |
| 1990          | Les Cernets          | klassischer Stil | Jeremias Wigger     | Erwin Lauber        | Hans Diethelm       |
| 1991          | Kandersteg           | klassischer Stil | Jürg Capol          | Jeremias Wigger     | Hans Diethelm       |
| 1992          | Les Diablerets       | klassischer Stil | Daniel Hediger      | Hans Diethelm       | Jeremias Wigger     |
| 1993          | La Fouly             | klassischer Stil | Markus Hasler       | Jeremias Wigger     | Jürg Capol          |
| 1994          | Campra               | klassischer Stil | Jeremias Wigger     | Markus Hasler       | Jürg Capol          |
| 1995          | Sörenberg            | klassischer Stil | Markus Hasler       | Jeremias Wigger     | Tauf Chamitow       |
| 1996          | Klosters             | freier Stil      | Markus Hasler       | Wilhelm Aschwanden  | Patrick Mächler     |
| 1997          | Le Brassus           | freier Stil      | Wilhelm Aschwanden  | Patrick Mächler     | Stephan Kunz        |
| 1998          | Ulrichen             | klassischer Stil | André Rey           | Beat Koch           | Wilhelm Aschwanden  |
| 1999          | Silvaplana           | klassischer Stil | Beat Koch           | Stephan Kunz        | Christian Stolz     |
| 2000          | Val de Travers       | freier Stil      | Patrick Rölli       | Christof Schnider   | Sven Wenger         |
| 2001          | Langis bei Sarnen    | freier Stil      | Andreas Zihlmann    | Patrick Rölli       | Simon Hallenbarter  |
| 2002          | Campra               | freier Stil      | Gion-Andrea Bundi   | Wilhelm Aschwanden  | Christophe Fresard  |
| 2003          | Lötschental          | klassischer Stil | Reto Burgermeister  | Wilhelm Aschwanden  | Urs Graf            |

### 50 km
| Meisterschaft | Austragungsort       | Laufstil                                           | Gold                                               | Silber                                             | Bronze                                             |
| ------------- | -------------------- | -------------------------------------------------- | -------------------------------------------------- | -------------------------------------------------- | -------------------------------------------------- |
| 1934          | Le Brassus           |                                                    | Hermann Gadner                                     | Albert Secrétan                                    | Kilian Ogi                                         |
| 1935          | Kandersteg           |                                                    | Kilian Ogi                                         | Peter Künzi                                        | Jakob Sonderegger                                  |
| 1936          | Wildhaus             |                                                    | Victor Borghi                                      | Eduard Müller                                      | Willy Meier                                        |
| 1937          | Schwarzenbühl        |                                                    | Victor Borghi                                      | Paul Däpp                                          | Charles Baud                                       |
| 1938          | Klosters             |                                                    | Charles Baud                                       | Alfred Limacher                                    | Victor Borghi                                      |
| 1939 48 km    | Les Mosses           |                                                    | August Sonderegger                                 | André Cattin                                       | Adolf Freiburghaus                                 |
| 1940 46 km    | Saint-Cergue         |                                                    | Hans Schoch                                        | Adolf Freiburghaus                                 | Victor Borghi                                      |
| 1941 48 km    | Grindelwald          |                                                    | Hans Schoch                                        | Robert Zurbriggen                                  | August Sonderegger                                 |
| 1942          | Fischenthal          |                                                    | Victor Borghi                                      | Adolf Freiburghaus                                 | Hans Schoch                                        |
| 1943          | Eigenthal            |                                                    | Adolf Freiburghaus                                 | Hans Schoch                                        | Eric Soguel                                        |
| 1944          | Airolo               |                                                    | Hans Schoch                                        | Max Müller                                         | Georges Crettex                                    |
| 1945          | La Chaux-de-Fonds    |                                                    | Max Müller                                         | Leo Supersaxo                                      | Victor Borghi                                      |
| 1946          | Urnäsch              |                                                    | Edi Schild                                         | Hans Schoch                                        | Victor Borghi                                      |
| 1947          | Le Brassus           |                                                    | Edi Schild                                         | Robert Zurbriggen                                  | Louis Bourban                                      |
| 1948          | Saas-Fee             |                                                    | Robert Zurbriggen                                  | Edi Schild                                         | Theo Allenbach                                     |
| 1949          | Kandersteg           |                                                    | Karl Bricker                                       | Theo Allenbach                                     | Edi Schild                                         |
| 1950          | Linthal              |                                                    | Victor Borghi                                      | Josef Schnyder                                     | Marcel Matthey                                     |
| 1951          | Adelboden            |                                                    | Alfred Roch                                        | Karl Hischier                                      | Josef Schnyder                                     |
| 1952          | Château-d’Oex        |                                                    | Alfons Supersaxo                                   | Samuel Gander                                      | Christian Wenger                                   |
| 1953          | Les Rasses           |                                                    | Alfons Supersaxo                                   | Fritz Zurbuchen                                    | Karl Hischier                                      |
| 1954          | Schwägalp            |                                                    | Fritz Kocher                                       | Fritz Zurbuchen                                    | Otto Beyeler                                       |
| 1955          | Obergoms             |                                                    | Fritz Kocher                                       | Karl Hischier                                      | Fredy Imfeld                                       |
| 1956          | Escholzmatt          |                                                    | Fritz Kocher                                       | Marcel Huguenin                                    | Fritz Zurbuchen                                    |
| 1957 37,5 km  | Wald                 |                                                    | Jean Jordan                                        | Louis-Charles Golay                                | Fredy Imfeld                                       |
| 1958 48 km    | Einsiedeln           |                                                    | Fritz Kocher                                       | Gaston Biollay                                     | Werner Zwingli                                     |
| 1959          | Vaulion              |                                                    | Michel Rey                                         | Fritz Kocher                                       | Marcel Huguenin                                    |
| 1960          | Flims                |                                                    | Michel Rey                                         | Fritz Kocher                                       | Erwino Hari                                        |
| 1961          | Airolo               |                                                    | Michel Rey                                         | Erwino Hari                                        | Fritz Kocher                                       |
| 1962          | Zugerberg            |                                                    | Michel Rey                                         | Arthur Schneider                                   | Josef Haas                                         |
| 1963          | Gonten               |                                                    | Hans Ammann                                        | Alphonse Baume                                     | Georges Dubois                                     |
| 1964          | Saint-Cergue         |                                                    | Konrad Hischier                                    | Denis Mast                                         | Michel Rey                                         |
| 1965          | Le Brassus           |                                                    | Konrad Hischier                                    | Michel Rey                                         | Bernard Brandt                                     |
| 1966          | Eigenthal bei Luzern |                                                    | Denis Mast                                         | Konrad Hischier                                    | Venanzio Maranta                                   |
| 1967          | Flims                |                                                    | Josef Haas                                         | Franz Kälin                                        | Karl Wagenführ                                     |
| 1968          | St. Moritz           |                                                    | Konrad Hischier                                    | Ulrich Wenger                                      | Denis Mast                                         |
| 1969          | Couvet               |                                                    | Hans Oberer                                        | Karl Wagenführ                                     | Michel Heymoz                                      |
| 1970          | Linthal              |                                                    | Alois Kälin                                        | Denis Mast                                         | Urs Roner                                          |
| 1971          | Splügen              |                                                    | Alois Kälin                                        | Ulrich Wenger                                      | Louis Jaggi                                        |
| 1972          | Kandersteg           |                                                    | Alfred Kälin                                       | Werner Geeser                                      | Albert Giger                                       |
| 1973          | Klosters             |                                                    | Edi Hauser                                         | Alfred Kälin                                       | Werner Geeser                                      |
| 1974          | Ulrichen             |                                                    | Alfred Kälin                                       | Werner Geeser                                      | Franz Renggli                                      |
| 1975          | Pays-d’Enhaut        |                                                    | Alfred Kälin                                       | Christian Pfeuti                                   | Edi Hauser                                         |
| 1976          | Flühli               |                                                    | Heinz Gähler                                       | Albert Giger                                       | Franz Renggli                                      |
| 1977          | Einsiedeln           |                                                    | Alfred Kälin                                       | Gaudenz Ambühl                                     | Heinz Gähler                                       |
| 1978          | Oberwald             |                                                    | Edi Hauser                                         | Venanz Egger                                       | Franz Renggli                                      |
| 1979          | Pontresina           |                                                    | Gaudenz Ambühl                                     | Franz Renggli                                      | Edi Hauser                                         |
| 1980          | Lenk                 |                                                    | Gaudenz Ambühl                                     | Konrad Hallenbarter                                | Francis Jacot                                      |
| 1981          | Gonten               |                                                    | Franz Renggli                                      | Konrad Hallenbarter                                | Heinz Gähler                                       |
| 1982          | Campra               |                                                    | Konrad Hallenbarter                                | Franz Renggli                                      | Joos Ambühl                                        |
| 1983          | La Fouly             |                                                    | Andy Grünenfelder                                  | Franz Renggli                                      | Konrad Hallenbarter                                |
| 1984          | Saint-Imier          |                                                    | Markus Fähndrich                                   | Konrad Hallenbarter                                | Alfred Schindler                                   |
| 1985          | Einsiedeln           |                                                    | Andy Grünenfelder                                  | Giachem Guidon                                     | Markus Fähndrich                                   |
| 1986          | Trun                 |                                                    | Daniel Sandoz                                      | Paul Grünenfelder                                  | Joos Ambühl                                        |
| 1987          | Blonay               | freier Stil                                        | Andy Grünenfelder                                  | Daniel Sandoz                                      | Hans-Luzi Kindschi                                 |
| 1988          | Sparenmoos           | freier Stil                                        | Andy Grünenfelder                                  | Giachem Guidon                                     | Battista Bovisi                                    |
| 1989          | Salwideli bei Flühli | freier Stil                                        | Giachem Guidon                                     | Andy Grünenfelder                                  | Daniel Hediger                                     |
| 1990          | Les Diablerets       | freier Stil                                        | André Jungen                                       | Daniel Hediger                                     | Hans Diethelm                                      |
| 1991          | Obergoms             | freier Stil                                        | André Jungen                                       | Toni Dinkel                                        | Adrian Ruch                                        |
| 1992          | Les Diablerets       | freier Stil                                        | Daniel Hediger                                     | André Jungen                                       | Markus Hasler                                      |
| 1993          | Alp Bondo            | freier Stil                                        | Juri Burlakow                                      | André Jungen                                       | Giachem Guidon                                     |
| 1994          | Campra               | freier Stil                                        | Jeremias Wigger                                    | Jürg Capol                                         | Rolf Zurbrügg                                      |
| 1995          | Sörenberg            | freier Stil                                        | André Jungen                                       | Men Rauch                                          | Gilles Berney                                      |
| 1996          | Klosters             | klassischer Stil                                   | Isidor Haas                                        | Beat Koch                                          | Stephan Kunz                                       |
| 1997          | Le Brassus           | klassischer Stil                                   | Jeremias Wigger                                    | Stephan Kunz                                       | Reto Burgermeister                                 |
| 1998          | Ulrichen             | freier Stil                                        | Stephan Kunz                                       | Reto Burgermeister                                 | Wilhelm Aschwanden                                 |
| 1999          | Silvaplana           | freier Stil                                        | Stephan Kunz                                       | Patrick Rölli                                      | Wilhelm Aschwanden                                 |
| 2000          | Les Mosses           | klassischer Stil                                   | Christian Stolz                                    | Patrick Mächler                                    | Patrick Rölli                                      |
| 2001          | Campra               | freier Stil                                        | Patrick Mächler                                    | Gion-Andrea Bundi                                  | Wilhelm Aschwanden                                 |
| 2002          | Campra               | klassischer Stil                                   | Dominik Walpen                                     | Beat Koch                                          | Patrick Mächler                                    |
| 2003          | Lötschental          | freier Stil                                        | Christian Stebler                                  | Gion-Andrea Bundi                                  | Patrick Rölli                                      |
| 2004          | Pontresina           | klassischer Stil                                   | Wilhelm Aschwanden                                 | Christian Stebler                                  | Christoph Schnider                                 |
| 2005          | Les Diablerets       | klassischer Stil                                   | Christian Stebler                                  | Remo Fischer                                       | Gion-Andrea Bundi                                  |
| 2006          | Ulrichen             | freier Stil                                        | Remo Fischer                                       | Curdin Perl                                        | Andrea Florinett                                   |
| 2007          | Steg                 | klassischer Stil                                   | Dario Cologna                                      | Remo Fischer                                       | Christian Stebler                                  |
| 2008          | Feutersoey           | freier Stil                                        | Toni Livers                                        | Thomas Diezig                                      | Valerio Leccardi                                   |
| 2009          | Trun                 | klassischer Stil                                   | Toni Livers                                        | Gion Andrea Bundi                                  | Valerio Leccardi                                   |
| 2010          | Marbach              | freier Stil                                        | Dario Cologna                                      | Remo Fischer                                       | Curdin Perl                                        |
| 2011          | Les Mosses           | klassischer Stil                                   | Dario Cologna                                      | Marco Mühlematter                                  | Remo Fischer                                       |
| 2012          | Campra               | freier Stil                                        | Dario Cologna                                      | Curdin Perl                                        | Toni Livers                                        |
| 2013          | Lenzerheide          | klassischer Stil                                   | Toni Livers                                        | Valerio Leccardi                                   | Jonas Baumann                                      |
| 2014          | Leysin               | freier Stil                                        | Remo Fischer                                       | Toni Livers                                        | Curdin Perl                                        |
| 2015          | Kandersteg           | klassischer Stil                                   | Ueli Schnider                                      | Toni Livers                                        | Valerio Leccardi                                   |
| 2016          | Zweisimmen           | freier Stil                                        | Toni Livers                                        | Dario Cologna                                      | Curdin Perl                                        |
| 2017          | Tschierv             | klassischer Stil                                   | Ueli Schnider                                      | Toni Livers                                        | Jason Rüesch                                       |
| 2018          | Steg                 | freier Stil                                        | Dario Cologna                                      | Roman Furger                                       | Jonas Baumann                                      |
| 2019          | Engelberg            | klassischer Stil                                   | Ueli Schnider                                      | Jonas Baumann                                      | Dario Cologna                                      |
| 2020          | Realp                | Wettkampf aufgrund der COVID-19-Pandemie abgesagt. | Wettkampf aufgrund der COVID-19-Pandemie abgesagt. | Wettkampf aufgrund der COVID-19-Pandemie abgesagt. | Wettkampf aufgrund der COVID-19-Pandemie abgesagt. |
| 2021          | Sedrun               | klassischer Stil                                   | Dario Cologna                                      | Jason Rüesch                                       | Cédric Steiner                                     |
| 2022          | Zweisimmen           | freier Stil                                        | Dario Cologna                                      | Toni Livers                                        | Jeremy Finello                                     |
| 2023          | Silvaplana           | klassischer Stil                                   | Roman Furger                                       | Toni Livers                                        | Jason Rüesch                                       |
| 2024 49 km    | Realp                | freier Stil                                        | Fabrizio Albasini                                  | Candide Pralong                                    | Jason Rüesch                                       |
| 2025          | Ulrichen             | freier Stil                                        | Cyril Fähndrich                                    | Jason Rüesch                                       | Toni Livers                                        |

### Verfolgung/Doppelverfolgung
| Meisterschaft | Austragungsort    | Bemerkung | Gold               | Silber             | Bronze                |
| ------------- | ----------------- | --------- | ------------------ | ------------------ | --------------------- |
| 1991          | Kandersteg        |           | Jeremias Wigger    | Jürg Capol         | Giachem Guidon        |
| 1992          | Les Diablerets    |           | Giachem Guidon     | Jeremias Wigger    | Hans Diethelm         |
| 1993          | La Fouly          |           | Markus Hasler      | Jeremias Wigger    | Jürg Capol            |
| 1994          | Campra            |           | Jeremias Wigger    | Markus Hasler      | Wilhelm Aschwanden    |
| 1995          | Sörenberg         |           | Markus Hasler      | Patrick Mächler    | Jeremias Wigger       |
| 1996          | Klosters          |           | Markus Hasler      | Isidor Haas        | Wilhelm Aschwanden    |
| 1997          | Le Brassus        |           | Markus Hasler      | Beat Koch          | Patrick Mächler       |
| 1998          | Biel              |           | Jeremias Wigger    | Patrick Mächler    | Reto Burgermeister    |
| 1999          | Silvaplana        |           | Wilhelm Aschwanden | Patrick Mächler    | Stephan Kunz          |
| 2000          | Val de Travers    |           | Reto Burgermeister | Patrick Rölli      | Wilhelm Aschwanden    |
| 2001          | Langis bei Sarnen |           | Reto Burgermeister | Wilhelm Aschwanden | Gion-Andrea Bundi     |
| 2002          | Campra            |           | Reto Burgermeister | Patrick Mächler    | Gion-Andrea Bundi     |
| 2003          | Lötschental       |           | David Romer        | Christoph Schnider | Beat Koch             |
| 2004          | Pontresina        |           | Reto Burgermeister | Christian Stebler  | Christoph Schnider    |
| 2005          | Les Diablerets    |           | Curdin Perl        | Gion-Andrea Bundi  | Marco Mühlematter     |
| 2006          | Ulrichen          |           | Curdin Perl        | Gion-Andrea Bundi  | Remo Fischer          |
| 2007          | Steg              |           | Gion-Andrea Bundi  | Christian Stebler  | Christoph Schnider \| |
| 2008          | Feutersoey        |           | Dario Cologna      | Thomas Diezig      | Christian Stebler \|  |
| 2009          | Trun              |           | Toni Livers        | Remo Fischer       | Gion Andrea Bundi     |
| 2010          | Marbach           |           | Toni Livers        | Marco Mühlematter  | Andrea Florinett      |
| 2011          | Les Mosses        |           | Dario Cologna      | Remo Fischer       | Jonas Baumann         |
| 2012          | Campra            |           | Jonas Baumann      | Marco Mühlematter  | Valerio Leccardi      |
| 2013          | Lenzerheide       |           | Toni Livers        | Jonas Baumann      | Valerio Leccardi      |
| 2014          | Leysin            |           | Dario Cologna      | Remo Fischer       | Valerio Leccardi      |
| 2015          | Kandersteg        |           | Jonas Baumann      | Erwan Käser        | Mathias Inniger       |
| 2016          | Zweisimmen        |           | Jason Rüesch       | Livio Bieler       | Marius Danuser        |
| 2017          | Tschierv          |           | Jason Rüesch       | Candide Pralong    | Livio Bieler          |
| 2018          | Steg              |           | Beda Klee          | Livio Bieler       | Marius Danuser        |
| 2019          | Engelberg         |           | Livio Bieler       | Cédric Steiner     | Erwan Käser           |
| 2020          | Realp             |           | Toni Livers        | Dajan Danuser      | Livio Bieler          |
| 2021          | Sedrun            |           | Livio Bieler       | Cédric Steiner     | Marino Capelli        |
| 2022          | Zweisimmen        | Skiathlon | Dario Cologna      | Jonas Baumann      | Beda Klee             |
| 2023          | Ulrichen          |           | Cla-Ursin Nufer    | Antonin Savary     | Nicola Wigger         |
| 2024          | Klosters          |           | Candide Pralong    | Curdin Räz         | Noe Näff              |

### Sprint
| Meisterschaft | Austragungsort    | Bemerkung | Gold                                               | Silber                                             | Bronze                                             |
| ------------- | ----------------- | --------- | -------------------------------------------------- | -------------------------------------------------- | -------------------------------------------------- |
| 2000          | Val de Travers    |           | Christoph Eigenmann                                | Peter von Allmen                                   | Dominik Walpen                                     |
| 2001          | Langis bei Sarnen |           | Markus Hasler                                      | Peter von Allmen                                   | Mario Denoth                                       |
| 2002          | Campra            |           | Christoph Eigenmann                                | Peter von Allmen                                   | Dominik Walpen                                     |
| 2003          | Lötschental       |           | Peter von Allmen                                   | Christoph Eigenmann                                | Wilhelm Aschwanden                                 |
| 2004          | Pontresina        |           | Peter von Allmen                                   | Dominik Walpen                                     | Christoph Eigenmann                                |
| 2005          | Les Diablerets    |           | Andrea Florinett                                   | Dominik Walpen                                     | Valerio Leccardi                                   |
| 2006          | Ulrichen          |           | Peter von Allmen                                   | Ronny Heer                                         | Gion Andrea Bundi                                  |
| 2007          | Steg              |           | Peter von Allmen                                   | Christian Stebler                                  | Valerio Leccardi                                   |
| 2008          | Feutersoey        |           | Eligius Tambornino                                 | Martin Jäger                                       | Dario Cologna                                      |
| 2009          | Trun              |           | Noe Tüfer                                          | Eligius Tambornino                                 | Toni Livers                                        |
| 2010          | Marbach           |           | Dario Cologna                                      | Curdin Perl                                        | Gaudenz Flury                                      |
| 2011          | Les Mosses        |           | Dario Cologna                                      | Valerio Leccardi                                   | Jöri Kindschi                                      |
| 2012          | Campra            |           | Dario Cologna                                      | Eligius Tambornino                                 | Jöri Kindschi                                      |
| 2013          | Lenzerheide       |           | Gianluca Cologna                                   | Jöri Kindschi                                      | Christoph Eigenmann                                |
| 2014          | Leysin            |           | Erwan Käser                                        | Mauro Gruber                                       | Martin Jäger                                       |
| 2015          | Kandersteg        |           | Ueli Schnider                                      | Gianluca Cologna                                   | Jonas Baumann                                      |
| 2016          | Zweisimmen        |           | Roman Schaad                                       | Jovian Hediger                                     | Dario Cologna                                      |
| 2017          | Tschierv          |           | Mathias Inniger                                    | Gianluca Cologna                                   | Jason Rüesch                                       |
| 2018          | Steg              |           | Dario Cologna                                      | Erwan Käser                                        | Beda Klee                                          |
| 2019          | Engelberg         |           | Erwan Käser                                        | Jonas Baumann                                      | Cédric Steiner                                     |
| 2020          | Realp             |           | Wettkampf aufgrund der COVID-19-Pandemie abgesagt. | Wettkampf aufgrund der COVID-19-Pandemie abgesagt. | Wettkampf aufgrund der COVID-19-Pandemie abgesagt. |
| 2021          | Sedrun            |           | Beda Klee                                          | Jovian Hediger                                     | Dario Cologna                                      |
| 2022          | Zweisimmen        |           | Janik Riebli                                       | Jovian Hediger                                     | Valerio Grond                                      |
| 2023          | Ulrichen          |           | Erwan Käser                                        | Valerio Grond                                      | Roman Schaad                                       |
| 2024          | Realp             |           | Cyril Fähndrich                                    | Janik Riebli                                       | Erwan Käser                                        |
| 2025          | Jaunpass          |           | Niclas Steiger                                     | Roman Schaad                                       | Noe Näff                                           |

### Teamsprint
| Meisterschaft | Austragungsort | Laufstil    | Gold                                     | Silber                                       | Bronze                                                |
| ------------- | -------------- | ----------- | ---------------------------------------- | -------------------------------------------- | ----------------------------------------------------- |
| 2015          | Kandersteg     | freier Stil | GrenzwachtkorpsToni Livers Ueli Schnider | GrenzwachtkorpsValerio Leccardi Martin Jäger | SC BexJovian Hediger Erwan Käser                      |
| 2017          | Tschierv       | freier Stil | GrenzwachtkorpsUeli Schnider Erwan Käser | SC DavosJason Rüesch Toni Livers             | SC Val MüstairDario Cologna Gianluca Cologna          |
| 2019          | Engelberg      | freier Stil | GrenzwachtkorpsUeli Schnider Erwan Käser | SC DavosJason Rüesch Cédric Steiner          | SC DavosToni Livers Marino Capelli                    |
| 2021          | Sedrun         | freier Stil | GrenzwachtkorpsUeli Schnider Erwan Käser | SC VättisDajan Danuser Marius Danuser        | SC Beckenried-KlewenalpAndrin Näpflin Avelino Näpflin |
| 2023          | Silvaplana     | freier Stil | SC DavosJason Rüesch Valerio Grond       | Speer Ebnat-KappelJan Fässler Beda Klee      | SC DavosToni Livers Cédric Steiner                    |
| 2025          | Silvaplana     | freier Stil | SC HorwJanik Joos Cyril Fähndrich        | SAS BernJan Lauenstein Evan Gertsch          | Piz ot SamedanClaudio Cantieni Niclas Steiger         |

### Staffel
| Meisterschaft | Austragungsort | Gold                                                                                             | Silber                                                                                   | Bronze                                                                                 |                                                    |
| ------------- | -------------- | ------------------------------------------------------------------------------------------------ | ---------------------------------------------------------------------------------------- | -------------------------------------------------------------------------------------- | -------------------------------------------------- |
| 1934          | Le Brassus     | SC LuzernHans Zeier Paul Affentranger Alfred Limacher Franz Winkler Alstad                       | Frankreich? Léonce Cretin Robert Gindre Buffard                                          | SC Luzern                                                                              |                                                    |
| 1935          | Kandersteg     | SC Luzern                                                                                        | SC Adelboden                                                                             | TV Unterstrass Zürich                                                                  |                                                    |
| 1936          | Wildhaus       | TV Unterstrass Zürich                                                                            | SK Zürich                                                                                | SK Freiburg                                                                            |                                                    |
| 1937          | Schwarzenbühl  | SC Chaux-de-FondsWilly Bernath Adrien Portmann León Pierrehumbert Eric Soguel Adolf Freiburghaus | SC Luzern                                                                                | SC Kandersteg                                                                          |                                                    |
| 1938          | Klosters       | SC Chaux-de-FondsMonnier Adolf Freiburghaus Eric Soguel Adrien Portmann Willy Bernath            | TV Unterstrass ZürichLussi Tobler Ernst Berger Regli Honegger                            | SCSt. Imier                                                                            |                                                    |
| 1939          | Les Mosses     | SC Chaux-de-FondsWilly Bernath Eric Soguel Adrien Portmann Adolf Freiburghaus                    | SC St. Imier                                                                             | SC Genf                                                                                |                                                    |
| 1940          | Saint-Cergue   | SC LuzernLinsi Gossweiler Felber Jost                                                            | TV Unterstrass Zürich                                                                    | TV Unterstrass Zürich                                                                  |                                                    |
| 1941          | Grindelwald    | TV Unterstrass ZürichErnst Berger Tobler Regli Lussi                                             | SK Champex                                                                               | TV Unterstrass Zürich                                                                  |                                                    |
| 1951          | Adelboden      | SK Allalin Saas-FeeAlois Zurbriggen Stanislaus Kalbermatten Odilo Zurbriggen Alfons Supersaxo    | SC La BrévineAndré Albert André Huguenin Marcel Huguenin Marcel Matthey                  | SC Stoos                                                                               |                                                    |
| 1952          | Le Brassus     | SC StoosFranz Schelbert Alois Schelbert Josef Schnyder Karl Bricker                              | SK Allalin Saas-FeeStanislaus Kalbermatten Erich Imseng Alois Supersaxo Alfons Supersaxo | SC Château-d’OexM. Thiebaud Samuel Henchoz Samuel Gander Alfred Roch                   |                                                    |
| 1953          | St. Moritz     | SC StoosHans Strasser Alois Schelbert Josef Schnyder Karl Bricker                                | Grenzwachtkorps                                                                          | SK Allalin Saas-Fee                                                                    |                                                    |
| 1954          | Grindelwald    | SC StoosHans Strasser Alois Schelbert Josef Schnyder Karl Bricker                                | SC AltstettenFreddy Trauffer Fritz Kocher Christian Wenger Werner Zwingli                | GrenzwachtkorpsOguey Louis Bourban Rene Rausis Jean Max                                |                                                    |
| 1955          | Les Rasses     | SC StoosHans Strasser Alois Schelbert Karl Bricker Josef Schnyder                                | Alpiner Skiklub Entlebuch? Georg Renggli                                                 | SK Flühli                                                                              |                                                    |
| 1956          | Gstaad         | SC La BrévineFredy Huguenin Jean-Bernard Huguenin André Huguenin Marcel Huguenin                 | SC Le BrassusLouis-Charles Golay Jean-Pierre Vuilloud Jean Girard André Reymond          | SC ObergomsConrad Hischier Bernhard Hischier Gregor Hischier Fredy Imfeld              |                                                    |
| 1957          | St. Moritz     | SC AltstettenHeinz Kubli Werner Zwingli Christian Wenger Fritz Kocher                            | SC ObergomsKonrad Hischier Hermann Imwinkelried Bernhard Hischier Fredy Imfeld           | SK FlühliWalter Lötscher Peter Gerig Franz Portmann Bruno Lötscher                     |                                                    |
| 1958          | Kandersteg     | SC AltstettenHeinz Kubli Christian Wenger Werner Zwingli Fritz Kocher                            | SC La BrévineAndré Huguenin Jean-Bernard Huguenin Marcel Huguenin Fredy Huguenin         | SC ObergomsGregor Hischier Konrad Hischier Fredy Imfeld Karl Hischier                  |                                                    |
| 1959          | Engelberg      | SC ObergomsFredy Imfeld Karl Hischier Jean Max Konrad Hischier                                   | SC La BrévineLouis Clerc Jean-Bernard Huguenin Marcel Huguenin Fredy Huguenin            | SC HautevilleFranco Piller Jean Jordan Raymond Haymoz Michel Haymoz                    |                                                    |
| 1960          | Saas-Fee       | SC ObergomsKarl Hischier Fredy Imfeld Peter Michlig Konrad Hischier                              | SC AltstettenPaul Bebi Norbert Schmed Fritz Kocher Werner Zwingli                        | SC ZermattWerner Truffer Gusti Biner Gabriel Zumtaugwald Viktor Kronig                 |                                                    |
| 1961          | Crans-Montana  | SC La BrévineLouis Clerc Jean-Bernard Huguenin Freddy Huguenin Marcel Huguenin                   | SC ObergomsPeter Michlig Fredy Imfeld Hermann Kreuzer Konrad Hischier                    | TV Unterstrass ZürichKurt Schaad Jürg Chiodera Emil Fröhlich Karl Wagenführ            |                                                    |
| 1962          | Château-d’Oex  | SC ObergomsGregor Hischier Hermann Kreuzer Peter Michlig Konrad Hischier                         | SC EinsiedelnFranz Oetiker Erich Schönbächler Franz Kälin Alois Kälin                    | GrenzwachtkorpsRoland Boillat Gaston Biolley Henri Niquille Jean-Pierre Pellouchoud    |                                                    |
| 1963          | Einsiedeln     | SC EinsiedelnErich Schönbächler Franz Kälin Franz Oetiker Alois Kälin                            | SC La BrévineAndre Arnoux Marcel Huguenin Freddy Huguenin Alphonse Baume                 | Les Cernets-VerrièresWilly Junod Denis Mast Jean-Paul Junod Michel Rey                 |                                                    |
| 1964          | St. Moritz     | SC ObergomsGregor Hischier Raphael Kreuzer Hermann Kreuzer Konrad Hischier                       | SC EinsiedelnHans Luna Franz Kälin Franz Oetiker Alois Kälin                             | SC La BrévineAndre Arnoux Jean-Pierre Jeanneret Bernard Brandt Alphonse Baume          |                                                    |
| 1965          | Kandersteg     | SC EinsiedelnHans Luna Franz Kälin Franz Betschart Alois Kälin                                   | SC ObergomsGregor Hischier Raphael Kreuzer Hermann Kreuzer Konrad Hischier               | Les Cernets-VerrièresJean-Paul Junod Michel Rey Willy Junod Denis Mast                 |                                                    |
| 1966          | Andermatt      | SC ObergomsRaphael Kreuzer Gregor Hischier Konrad Hischier Hermann Kreuzer                       | SC EinsiedelnOthmar Kälin Franz Betschart Franz Kälin Alois Kälin                        | GrenzwachtkorpsFranz Oetiker Meinrad Giossi Hermann Walther Hans Oberer                |                                                    |
| 1967          | Einsiedeln     | SC ObergomsGregor Hischier Jules Marty Konrad Hischier Hermann Kreuzer                           | SC Alpina St. MoritzHansjürg Hobi Albert Giger Hanspeter Kasper Flury Koch               | SC EinsiedelnSepp Birchler Alois Kälin Hans Luna Franz Kälin                           |                                                    |
| 1968          | Lenk           | SC Alpina St. MoritzUrs Roner Albert Giger Hanspeter Kasper Flury Koch                           | SC EinsiedelnErich Schönbächler Franz Kälin Alfred Kälin Alois Kälin                     | SC ObergomsGregor Hischier Konrad Hischier Edi Hauser Hermann Kreuzer                  |                                                    |
| 1969          | Château-d’Oex  | SC Alpina St. MoritzUrs Roner Albert Giger Hanspeter Kasper Fritz Stüssi                         | SC EinsiedelnAndreas Hofer Franz Kälin Alfred Kälin Alois Kälin                          | SC La BrévineJean-Pierre Schneider Marcel Blondeau Jean-Claude Pochon Francis Blondeau |                                                    |
| 1970          | Sainte-Croix   | SC Alpina St. MoritzUrs Roner Albert Giger Fritz Stüssi Flury Koch                               | SC EinsiedelnAlfred Kälin Alois Oberholzer Alois Kälin Josef Fuchs                       | SC ObergomsKonrad Hischier Hans-Ueli Kreuzer Julius Marti Edi Hauser                   |                                                    |
| 1971          | Einsiedeln     | SC Alpina St. MoritzRoberto Parolini Flury Koch Urs Roner Albert Giger                           | GrenzwachtkorpsPeter Casanova Hans Oberer Horst Himmelberger Hermann Walther             | SC ObergomsGeorg Kreuzer Edi Hauser Konrad Hischier Hans-Ueli Kreuzer                  |                                                    |
| 1972          | Vue des Alpes  | SC Alpina St. MoritzRoberto Parolini Urs Roner Albert Giger Flury Koch                           | SC ObergomsKonrad Hischier Ulrich Wenger Hans-Ueli Kreuzer Edi Hauser                    | SC EinsiedelnAlfred Kälin Alois Oberholzer Alois Kälin Paul Rief                       |                                                    |
| 1973          | Splügen        | SC ObergomsUlrich Wenger Konrad Hallenbarter Hans-Ueli Kreuzer Edi Hauser                        | SC Alpina St. MoritzUrs Roner Roberto Parolini Hanspeter Kasper Albert Giger             | SC EinsiedelnFelix Ochsner Paul Rief Alfred Kälin Alois Oberholzer                     |                                                    |
| 1974          | Obergoms       | SC ObergomsUlrich Wenger Konrad Hallenbarter Hans-Ueli Kreuzer Edi Hauser                        | GrenzwachtkorpsBruno Zumoberhaus Hermann Walther Horst Himmelberger Franz Renggli        | SC HerisauAugust Broger Hans Eugster Peter Schiesser Heinz Gähler                      |                                                    |
| 1975          | Pays-d’Enhaut  | SC ObergomsUlrich Wenger Edi Hauser Konrad Hallenbarter Hans-Ueli Kreuzer                        | SC EinsiedelnKarl Marty Alois Oberholzer Alfred Kälin                                    | SC MarbachBeat Renggli Karl Lustenberger Fritz Lötscher Kurt Lötscher                  |                                                    |
| 1976          | Marbach        | GrenzwachtkorpsBruno Zumoberhaus Peter Casanova Horst Himmelberger Franz Renggli                 | SC ObergomsElmar Chastonay Konrad Hallenbarter Arnold Jost Edi Hauser                    | SC MarbachBeat Renggli Karl Lustenberger Fritz Lötscher Kurt Lötscher                  |                                                    |
| 1977          | Einsiedeln     | SC ObergomsElmar Chastonay Edi Hauser Hans-Ueli Kreuzer Konrad Hallenbarter                      | SC EinsiedelnAlois Oberholzer Fritz Näf Alfred Kälin Alois Kälin                         | SC MarbachFranz Lötscher Karl Lustenberger Peter Lötscher Kurt Lötscher                |                                                    |
| 1978          | Tramelan       | SC ObergomsElmar Chastonay Konrad Hallenbarter Armin Jost Hans-Ueli Kreuzer                      | SC EinsiedelnEdgar Steinauer Alois Oberholzer Alois Kälin Alfred Kälin                   | SC PlasselbUrs Bieri Hans Pürro Marcel Neuhaus Venanz Egger                            |                                                    |
| 1979          | Pontresina     | SC ObergomsElmar Chastonay Konrad Hallenbarter Hans-Ueli Kreuzer Edi Hauser                      | SC EinsiedelnEdgar Steinauer Alois Oberholzer Alois Kälin Alfred Kälin                   | GrenzwachtkorpsPeter Färber Heinz Gähler Beat Renggli Franz Renggli                    |                                                    |
| 1980          | Lenk           | SC ObergomsElmar Chastonay Hans-Ueli Kreuzer Edi Hauser Konrad Hallenbarter                      | SC DavosJoos Ambühl Andreas Beusch Hans-Luzi Kindschi Gaudenz Ambühl                     | SC PlasselbErich Grunder Hans Pürro Anton Egger Venanz Egger                           |                                                    |
| 1981          | Urnäsch        | SC ObergomsElmar Chastonay Edi Hauser Hans-Ueli Kreuzer Konrad Hallenbarter                      | SC PlasselbAnton Egger Venanz Egger Max Neuhaus Hans Puerro                              | SC HorwKurt Fähndrich Edgar Brunner Walter Brunner Markus Fähndrich                    |                                                    |
| 1982          | Splügen        | SC Alpina St. MoritzCurdin Kasper Giachem Guidon Albert Giger Andy Grünenfelder                  | SC DavosHans-Luzi Kindschi August Broger Gaudenz Ambühl Joos Ambühl                      | GrenzwachtkorpsJosef Kiechler Fabrizio Valentini Heinz Gähler Franz Renggli            |                                                    |
| 1983          | La Fouly       | GrenzwachtkorpsJosef Kiechler Fabrizio Valentini Franz Renggli Alfred Schindler                  | SC Alpina St. MoritzHanspeter Brunner Curdin Kasper Giachem Guidon Andy Grünenfelder     | SC ObergomsElmar Chastonay Bernhard Chastonay Hans-Ueli Kreuzer Konrad Hallenbarter    |                                                    |
| 1984          | Saint-Imier    | GrenzwachtkorpsJürg Steiner Fabrizio Valentini Franz Renggli Alfred Schindler                    | SC Alpina St. MoritzHanspeter Brunner Curdin Kasper Giachem Guidon Andy Grünenfelder     | SC HorwKurt Fähndrich Walter Brunner Markus Fähndrich Edgar Brunner                    |                                                    |
| 1985          | Einsiedeln     | SC Alpina St. MoritzCurdin Kaspar Gian Gilli Giachem Guidon Andy Grünenfelder                    | SC HorwKurt Fähndrich Walter Brunner Markus Fähndrich Edgar Brunner                      | SC DavosUrs Baselgia Hans-Luzi Kindschi Gaudenz Ambühl Joos Ambühl                     |                                                    |
| 1986          | Trun           | SC Alpina St. MoritzEmil Tall Jürg Capol Giachem Guidon Andy Grünenfelder                        | SC DavosHanspeter Furger Hans-Luzi Kindschi Battista Bovisi Joos Ambühl                  | SC SaignelégierChristian Marchon Marco Fresard Jean-Philippe Marchon Daniel Sandoz     |                                                    |
| 1987          | Blonay         | SC DavosHanspeter Furger Joos Ambühl Battista Bovisi Hans-Luzi Kindschi                          | SC Alpina St. MoritzKöbi Grünenfelder Jürg Capol Giachem Guidon Andy Grünenfelder        | SC SaignelégierJean-Philippe Marchon Marco Freard Christian Marchon Daniel Sandoz      |                                                    |
| 1988          | Sparenmoos     | SC Alpina St. MoritzWerner Collenberg Giachem Guidon Andy Grünenfelder Jürg Capol                | GrenzwachtkorpsBeat Nussbaumer Emanuel Buchs Steve Maillardet André Rey                  | SC DavosHanspeter Furger Joos Ambühl Battista Bovisi Hans-Luzi Kindschi                |                                                    |
| 1989          | Marbach        | SC Alpina St. MoritzFadri Guidon Jürg Capol Andy Grünenfelder Giachem Guidon                     | SC DavosUrs Baselgia Battista Bovisi Joos Ambühl Hans-Luzi Kindschi                      | SC MarbachIsidor Haas Erwin Lauber Fredy Glanzmann Wilhelm Aschwanden                  |                                                    |
| 1990          | Les Cernets    | SC Alpina St. MoritzWerner Collenberg Fadri Guidon Giachem Guidon Jürg Capol                     | SC MarbachHanspeter Lauber Wilhelm Aschwanden Isidor Haas Erwin Lauber                   | SC ObergomsAdrian Trapletti Martin Bacher Raoul Volken Konrad Hallenbarter             |                                                    |
| 1991          | Kandersteg     | SC MarbachBeat Koch Erwin Lauber Isidor Haas Wilhelm Aschwanden                                  | SC GalgenenAlain Diethelm Hans Diethelm Urban Ziegler Patrick Mächler                    | GrenzwachtkorpsAndré Rey Emanuel Buchs Jörg Hafner Steve Maillardet                    |                                                    |
| 1992          | Les Mosses     | SC MarbachBeat Koch Erwin Lauber Isidor Haas Wilhelm Aschwanden                                  | GrenzwachtkorpsJörg Hafner André Rey Emanuel Buchs Steve Maillardet                      | SC AdelbodenToni Aellig Rolf Zurbrügg Daniel Zobrist André Jungen                      |                                                    |
| 1993          | La Fouly       | SC MarbachBeat Koch Erwin Lauber Isidor Haas Wilhelm Aschwanden                                  | SC GalgenenPatrick Mächler Hans Diethelm Urban Ziegler Giachem Guidon                    | GrenzwachtkorpsJörg Hafner André Rey Steve Maillardet Emanuel Buchs                    |                                                    |
| 1994          | Campra         | SC MarbachBeat Koch Erwin Lauber Isidor Haas Wilhelm Aschwanden                                  | SC GalgenenHans Diethelm Giachem Guidon Urban Ziegler Patrick Mächler                    | SASRolf Guggenbuhl Urs König Stephan Kunz Toni Dinkel                                  |                                                    |
| 1995          | Sörenberg      | SC MarbachBeat Koch Erwin Lauber Isidor Haas Wilhelm Aschwanden                                  | SASUrs Schmidig Urs König Stephan Kunz Toni Dinkel                                       | SC Lischana ScuolMarc Grünenfelder Armon Steiner Mario Riatsch Men Rauch               |                                                    |
| 1996          | Klosters       | SC MarbachBeat Koch Erwin Lauber Isidor Haas Wilhelm Aschwanden                                  | SASRolf Guggenbuhl Urs König Stephan Kunz Toni Dinkel                                    | SC DavosMartin Schuler Patrick Mächler Sven Feldmann Christian Flury                   |                                                    |
| 1997          | Le Brassus     | SC MarbachBeat Koch Erwin Lauber Isidor Haas Wilhelm Aschwanden                                  | GrenzwachtkorpsDominik Walpen André Rey Mathias Simmen Rolf Zurbrügg                     | SASFabian Gertsch Mathias Remund Toni Dinkel Stephan Kunz                              |                                                    |
| 1998          | Ulrichen       | SC MarbachBeat Koch Isidor Haas Andreas Zihlmann Wilhelm Aschwanden                              | GrenzwachtkorpsAndré Rey Mathias Simmen Emanuel Buchs Daniel Romanens                    | SC Am BachtelReto Burgermeister Juri Burlakow Rene Inderbitzin Urs Kunz                |                                                    |
| 1999          | Silvaplana     | SC MarbachErwin Lauber Beat Koch Wilhelm Aschwanden                                              | GrenzwachtkorpsDominik Walpen Sven Wenger Patrick Mächler                                | GrenzwachtkorpsMatthias Simmen Emanuel Buchs Daniel Romanens                           |                                                    |
| 2000          | Val de Travers | SC MarbachAndreas Zihlmann Beat Koch Wilhelm Aschwanden                                          | GrenzwachtkorpsDominik Walpen Dominik Bertold Patrick Mächler                            | SC BernLukas Schindler Christoph Burkhardt Christian Stolz                             |                                                    |
| 2001          | Campra         | SC MarbachAndreas Zihlmann Beat Koch Wilhelm Aschwanden                                          | SC Am BachtelRemo Fischer Reto Burgermeister Stephan Kunz                                | GrenzwachtkorpsDominik Walpen Dominik Bertold Patrick Mächler                          |                                                    |
| 2002          | Campra         | GrenzwachtkorpsDominik Walpen Rico Elmer Patrick Mächler                                         | SC MarbachBeat Koch Andreas Zihlmann Wilhelm Aschwanden                                  | SC Am BachtelReto Burgermeister Remo Fischer Stephan Kunz                              |                                                    |
| 2003          | Lötschental    | SC MarbachWilhelm Aschwanden Beat Koch Andreas Zihlmann                                          | GrenzwachtkorpsDominik Walpen Thomas Diezig Patrick Mächler                              | SC DavosReto Burgermeister Thomas Frei Toni Livers                                     |                                                    |
| 2004          | Pontresina     | SC MarbachWilhelm Aschwanden Erwin Lauber Andreas Zihlmann                                       | SC Bannalp-WolfenschiessenBruno Joller Christian Stebler Andreas Hurschler               | GrenzwachtkorpsMartin Michel Thomas Diezig Mathias Simmen                              |                                                    |
| 2005          | Les Diablerets | GrenzwachtkorpsDominik Walpen Toni Livers Thomas Diezig                                          | GrenzwachtkorpsChristoph Eigenmann Patrick Mächler Dominik Berchtold                     | SC Arve-MolsDavid Romer Remo Fischer Andreas Romer                                     |                                                    |
| 2006          | Ulrichen       | SC Arve-MolsAndreas Romer David Romer Remo Fischer                                               | GrenzwachtkorpsThomas Diezig Valerio Leccardi Toni Livers                                | SC DavosReto Burgermeister Joel Heer Thomas Frei                                       |                                                    |
| 2007          | Steg           | GrenzwachtkorpsThomas Diezig Valerio Leccardi Toni Livers                                        | SC Bannalp-WolfenschiessenChristian Stebler Bruno Joller Seppi Hurschler                 | SC DavosReto Burgermeister Joel Heer Thomas Frei                                       |                                                    |
| 2008          | Feutersoey     | GrenzwachtkorpsValerio Leccardi Thomas Diezig Toni Livers                                        | SC Bannalp-WolfenschiessenChristian Stebler Seppi Hurschler Bruno Joller                 | SASAndrea Florinett Mauro Gruber Gaudenz Flury                                         |                                                    |
| 2009          | Trun           | SC Bannalp-WolfenschiessenChristian Stebler Bruno Joller Seppi Hurschler                         | SASAndrea Florinett Toni Dinkel Mauro Gruber                                             | SC DavosNoe Tüfer Piet Heer Joel Heer                                                  |                                                    |
| 2010          | Marbach        | SC Bannalp-WolfenschiessenBruno Joller Ivan Joller Christian Stebler                             | SASAndrea Florinett Gaudenz Flury Mauro Gruber                                           | SC Am BachtelRoger Gerber Thomas Suter Hano Vontobel                                   |                                                    |
| 2011          | Les Mosses     | SC Val MüstairTor Arne Hetland Gianluca Cologna Dario Cologna                                    | GrenzwachtkorpsChristoph Eigenmann Valerio Leccardi Toni Livers                          | SC DavosJöri Kindschi Piet Heer Noe Tüfer                                              |                                                    |
| 2012          | Campra         | GrenzwachtkorpsValerio Leccardi Martin Jäger Toni Livers                                         | SC DavosJöri Kindschi Piet Heer Janis Lindegger                                          | SC Bannalp-WolfenschiessenBruno Joller Christian Stebler Ivan Joller                   |                                                    |
| 2013          | Sedrun         | GrenzwachtkorpsValerio Leccardi Christoph Eigenmann Toni Livers                                  | SC DrusbergRoman Schaad Fabian Schaad Andreas Schaad                                     | SC BexJovian Hediger Peter von Allmen Erwan Käser                                      |                                                    |
| 2014          | Leysin         | GrenzwachtkorpsValerio Leccardi Martin Jäger Toni Livers                                         | SC BexJovian Hediger Sebastien Testuz Erwan Käser                                        | SC Bannalp-WolfenschiessenChristian Stebler Bruno Joller Ivan Joller                   |                                                    |
| 2016          | Zweisimmen     | GrenzwachtkorpsLivio Bieler Ueli Schnider Erwan Käser                                            | SC DavosCédric Steiner Jason Rüesch Toni Livers                                          | SC VättisMarius Danuser Dajan Danuser Remo Fischer                                     |                                                    |
| 2018          | Steg           | GrenzwachtkorpsLivio Bieler Ueli Schnider Erwan Käser                                            | SC DavosCédric Steiner Maurus Grond Marino Capelli                                       | SASArnaid du Pasquier Jöri Kindschi Reto Hammer                                        |                                                    |
| 2020          | Realp          | Wettkampf aufgrund der COVID-19-Pandemie abgesagt.                                               | Wettkampf aufgrund der COVID-19-Pandemie abgesagt.                                       | Wettkampf aufgrund der COVID-19-Pandemie abgesagt.                                     | Wettkampf aufgrund der COVID-19-Pandemie abgesagt. |
| 2022          | Zweisimmen     | SC DavosMarino Capelli Cédric Steiner Valerio Grond                                              | GrenzwachtkorpsErwan Käser Ueli Schnider Lydia Hiernickel                                | SC ElmSeverin Bässler Mario Bässler Yanick Bässler                                     |                                                    |
| 2024          | Realp          | SC DavosJason Rüesch Cédric Steiner Toni Livers                                                  | GrenzwachtkorpsSebastian Stadler Erwan Käser Martin Jäger                                | SC Alpina St. MoritzMaximillian Alexander Wanger Curdina Räz Fabrizio Albasini         |                                                    |

## Frauen

### 5 km
| Meisterschaft | Austragungsort       | Laufstil         | Gold                    | Silber               | Bronze                         |
| ------------- | -------------------- | ---------------- | ----------------------- | -------------------- | ------------------------------ |
| 1978          | Tramelan             |                  | Evi Kratzer             | Brigitte Stebler     | Claudia Sprenger               |
| 1979          | Maloja               |                  | Evi Kratzer             | Cornelia Thomas      | Claudia Sprenger               |
| 1980          | Lenk                 |                  | Evi Kratzer             | Cornelia Thomas      | Käthi Aschwanden               |
| 1981          | Urnäsch              |                  | Karin Thomas            | Monika Germann       | Käthi Aschwanden               |
| 1982          | Splügen              |                  | Evi Kratzer             | Cornelia Thomas      | Monika Germann                 |
| 1983          | La Fouly             |                  | Evi Kratzer             | Monika Germann       | Karin Thomas                   |
| 1984          | Saint-Imier          |                  | Christine Brügger       | Martina Schönbächler | Karin Thomas                   |
| 1985          | Einsiedeln           |                  | Evi Kratzer             | Karin Thomas         | Annelies Lengacher             |
| 1986          | Trun                 |                  | Evi Kratzer             | Marianne Irniger     | Karin Thomas                   |
| 1987          | Blonay               | klassischer Stil | Evi Kratzer             | Karin Thomas         | Christine Brügger              |
| 1988          | Sparenmoos           | klassischer Stil | Evi Kratzer             | Christine Brügger    | Karin Thomas                   |
| 1989          | Salwideli bei Flühli | klassischer Stil | Evi Kratzer             | Marianne Irniger     | Myrtha Fässler                 |
| 1991          | Kandersteg           | klassischer Stil | Marianne Irniger        | Elvira Knecht        | Barbara Mettler                |
| 1992          | Les Diablerets       | klassischer Stil | Sylvia Honegger         | Barbara Mettler      | Natascia Leonardi              |
| 1993          | La Fouly             | klassischer Stil | Sylvia Honegger         | Brigitte Albrecht    | Silke Schwager                 |
| 1994          | Campra               | klassischer Stil | Sylvia Honegger         | Barbara Mettler      | Brigitte Albrecht              |
| 1995          | Sörenberg            | klassischer Stil | Sylvia Honegger         | Andrea Huber         | Jasmin Baumann                 |
| 1996          | Klosters             | klassischer Stil | Brigitte Albrecht       | Sylvia Honegger      | Andrea Huber                   |
| 1997          | Le Brassus           | klassischer Stil | Brigitte Albrecht       | Andrea Huber         | Sylvia Honegger                |
| 1998          | Biel                 | klassischer Stil | Brigitte Albrecht       | Sylvia Honegger      | Andrea Huber                   |
| 1999          | Silvaplana           | klassischer Stil | Sylvia Honegger         | Brigitte Albrecht    | Natascia Leonardi              |
| 2013          | Lenzerheide          | freier Stil      | Seraina Boner           | Bettina Gruber       | Rahel Imoberdorf               |
| 2014          | Leysin               | klassischer Stil | Nadine Fähndrich        | Alina Meier          | Nathalie von Siebenthal        |
| 2015          | Kandersteg           | freier Stil      | Nathalie von Siebenthal | Lydia Hiernickel     | Nadine Fähndrich               |
| 2016          | Zweisimmen           | klassischer Stil | Nathalie von Siebenthal | Lydia Hiernickel     | Alina Meier                    |
| 2017          | Tschierv             | freier Stil      | Seraina Boner           | Rahel Imoberdorf     | Lydia Hiernickel               |
| 2018          | Steg                 | klassischer Stil | Alina Meier             | Lydia Hiernickel     | Désirée Steiner                |
| 2019          | Engelberg            | freier Stil      | Nadine Fähndrich        | Lydia Hiernickel     | Nathalie von Siebenthal        |
| 2020          | Realp                | klassischer Stil | Désirée Steiner         | Alina Meier          | Siri Wigger                    |
| 2021          | Sedrun               | freier Stil      | Alina Meier             | Anja Weber           | Désirée Steiner                |
| 2022          | Zweisimmen           | klassischer Stil | Nadine Fähndrich        | Nadja Kälin          | Alina Meier                    |
| 2025          | Ulrichen             | freier Stil      | Nadja Kälin             | Lea Fischer          | Fabienne Alder Ramona Schöpfer |

### 7,5 km
| Meisterschaft | Austragungsort | Gold         | Silber        | Bronze           |
| ------------- | -------------- | ------------ | ------------- | ---------------- |
| 1969          | Château-d’Oex  | Rita Czech   | Doris Barth   | Christiane Grimm |
| 1971          | Einsiedeln     | Doris Barth  | Ursula Bösch  | Rosmarie Kurz    |
| 1972          | Vue des Alpes  | Ruth Schwarz | Rosmarie Kurz | Chantal Büche    |

### 10 km
| Meisterschaft | Austragungsort       | Laufstil         | Gold                      | Silber                    | Bronze                    |
| ------------- | -------------------- | ---------------- | ------------------------- | ------------------------- | ------------------------- |
| 1965          | Kandersteg           |                  | Käthi von Salis           | Jacqueline Frey           | Marianne Leutenegger      |
| 1966          | Andermatt            |                  | Jacqueline Frey           | Marianne Leutenegger      | Käthi Spycher             |
| 1967          | Einsiedeln           |                  | Rita Czech                | Jacqueline Frey           | Käthi Spycher             |
| 1968          | Lenk                 |                  | Cosette Quebatte          | Ursula Rehmann            | Jacqueline Frey           |
| 1970          | Sainte-Croix         |                  | Doris Barth               | Jacqueline Frey           | Ines Bolz                 |
| 1973          | Splügen              |                  | Rosmarie Kurz             | Francoise Stahel          | Vreni Roffler             |
| 1974          | Obergoms             |                  | Rosmarie Kurz             | Ruth Schwarz              | Doris Petrig              |
| 1975          | Pays-d’Enhaut        |                  | Doris Petrig              | Eva Westerlund            | Evi Schafelberger         |
| 1976          | Flühli               |                  | Doris Petrig              | Rosmarie Kurz             | Patricia Gränicher        |
| 1977          | Einsiedeln           |                  | Doris Bisig-Petrig        | Käthi Aschwanden          | Ursula Bösch              |
| 1978          | Tramelan             |                  | Görel Bieri-Partapuoli    | Käthi Aschwanden          | Evi Kratzer               |
| 1979          | St. Moritz           |                  | Cornelia Thomas           | Görel Bieri-Partapuoli    | Evi Kratzer               |
| 1980          | Lenk                 |                  | Evi Kratzer               | Brigitte Stebler          | Monika Germann            |
| 1981          | Urnäsch              |                  | Käthi Aschwanden          | Christine Brügger         | Annegreth Schindler       |
| 1982          | Splügen              |                  | Evi Kratzer               | Cornelia Thomas           | Monika Germann            |
| 1983          | La Fouly             |                  | Evi Kratzer               | Cornelia Thomas           | Gaby Scheidegger          |
| 1984          | Saint-Imier          |                  | Evi Kratzer               | Monika Germann            | Christine Brügger         |
| 1985          | Einsiedeln           |                  | Martina Schönbächler      | Evi Kratzer               | Karin Thomas              |
| 1986          | Trun                 |                  | Evi Kratzer               | Gaby Scheidegger          | Karin Thomas              |
| 1987          | Blonay               | klassischer Stil | Evi Kratzer               | Karin Thomas              | Christine Brügger         |
| 1988          | Sparenmoos           | klassischer Stil | Christine Brügger         | Evi Kratzer               | Nicole Zbinden            |
| 1989          | Salwideli bei Flühli | klassischer Stil | Evi Kratzer               | Marianne Irniger          | Sylvia Honegger           |
| 2004          | Pontresina           | freier Stil      | Natascia Leonardi Cortesi | Cornelia Porrini          | Seraina Mischol           |
| 2005          | Les Diablerets       | freier Stil      | Natascia Leonardi Cortesi | Ursina Badilatti          | Doris Trachsel            |
| 2006          | Ulrichen             | klassischer Stil | Laurence Rochat           | Natascia Leonardi Cortesi | Seraina Mischol           |
| 2007          | Steg                 | freier Stil      | Silvana Bucher            | Natascia Leonardi Cortesi | Seraina Boner             |
| 2008          | Feutersoey           | klassischer Stil | Ursina Badilatti          | Muriele Hüberli           | Natascia Leonardi Cortesi |
| 2009          | Trun                 | freier Stil      | Doris Trachsel            | Karin Camenisch           | Natascia Leonardi Cortesi |
| 2010          | Marbach              | klassischer Stil | Silvana Bucher            | Lucy Pichard              | Carmen Emmenegger         |
| 2011          | Les Mosses           | freier Stil      | Silvana Bucher            | Seraina Boner             | Doris Trachsel            |
| 2012          | Campra               | klassischer Stil | Doris Trachsel            | Tatjana Stiffler          | Natascia Leonardi Cortesi |
| 2023          | Ulrichen             | freier Stil      | Anja Weber                | Désirée Steiner           | Marina Kälin              |
| 2024          | Klosters             | klassischer Stil | Giuliana Werro            | Fabienne Alder            | Aita Kaufmann             |
| 2025          | Jaunpass             | klassischer Stil | Alina Meier               | Ramona Schöpfer           | Anina Hutter              |

### 20 km
| Meisterschaft | Austragungsort       | Laufstil    | Gold             | Silber            | Bronze            |
| ------------- | -------------------- | ----------- | ---------------- | ----------------- | ----------------- |
| 1980          | Lenk                 |             | Cornelia Thomas  | Evi Kratzer       | Käthi Aschwanden  |
| 1981          | Urnäsch              |             | Brigitte Stebler | Monika Germann    | Gaby Scheidegger  |
| 1982          | Splügen              |             | Evi Kratzer      | Cornelia Thomas   | Monika Germann    |
| 1983          | La Fouly             |             | Evi Kratzer      | Cornelia Thomas   | Gaby Scheidegger  |
| 1984          | Saint-Imier          |             | Evi Kratzer      | Karin Thomas      | Gaby Scheidegger  |
| 1985          | Einsiedeln           |             | Karin Thomas     | Christine Brügger | Evi Kratzer       |
| 1986          | Trun                 |             | Evi Kratzer      | Karin Thomas      | Christine Brügger |
| 1987          | Blonay               | freier Stil | Karin Thomas     | Christine Brügger | Evi Kratzer       |
| 1988          | Sparenmoos           | freier Stil | Evi Kratzer      | Christine Brügger | Karin Thomas      |
| 1989          | Salwideli bei Flühli | freier Stil | Evi Kratzer      | Sylvia Honegger   | Marianne Irniger  |

### 30 km
| Meisterschaft | Austragungsort | Laufstil                                           | Gold                                               | Silber                                             | Bronze                                             |
| ------------- | -------------- | -------------------------------------------------- | -------------------------------------------------- | -------------------------------------------------- | -------------------------------------------------- |
| 1990          | Les Diablerets | freier Stil                                        | Sylvia Honegger                                    | Marianne Irniger                                   | Sandra Parpan                                      |
| 1991          | Obergoms       | freier Stil                                        | Natascia Leonardi                                  | Elvira Knecht                                      | Barbara Mettler                                    |
| 1992          | Les Diablerets | freier Stil                                        | Barbara Mettler                                    | Brigitte Albrecht                                  | Elvira Knecht                                      |
| 1993          | Alp Bondo      | freier Stil                                        | Sylvia Honegger                                    | Brigitte Albrecht                                  | Elvira Knecht                                      |
| 1994          | Campra         | freier Stil                                        | Sylvia Honegger                                    | Barbara Mettler                                    | Jasmin Baumann                                     |
| 1995          | Sörenberg      | freier Stil                                        | Sylvia Honegger                                    | Christine Mettler                                  | Brigitte Albrecht                                  |
| 1996          | Klosters       | klassischer Stil                                   | Sylvia Honegger                                    | Brigitte Albrecht                                  | Aita Rauch                                         |
| 1997          | Le Brassus     | klassischer Stil                                   | Brigitte Albrecht                                  | Nadja Scaruffi                                     | Franziska Unternährer                              |
| 1998          | Ulrichen       | freier Stil                                        | Brigitte Albrecht                                  | Sylvia Honegger                                    | Laurence Rochat                                    |
| 1999          | Silvaplana     | freier Stil                                        | Andrea Senteler                                    | Sylvia Honegger                                    | Natascia Leonardi                                  |
| 2000          | Les Mosses     | klassischer Stil                                   | Laurence Rochat                                    | Natascia Leonardi                                  | Brigitte Albrecht                                  |
| 2001          | Campra         | freier Stil                                        | Natascia Leonardi Cortesi                          | Andrea Senteler                                    | Nathalie Kessler                                   |
| 2002          | Campra         | klassischer Stil                                   | Laurence Rochat                                    | Brigitte Albrecht-Loretan                          | Andrea Huber                                       |
| 2003          | Lötschental    | freier Stil                                        | Natascia Leonardi Cortesi                          | Seraina Mischol                                    | Ursina Badilatti                                   |
| 2004          | Pontresina     | klassischer Stil                                   | Laurence Rochat                                    | Natascia Leonardi Cortesi                          | Seraina Mischol                                    |
| 2005          | Les Diablerets | klassischer Stil                                   | Laurence Rochat                                    | Natascia Leonardi Cortesi                          | Ursina Badilatti                                   |
| 2006          | Ulrichen       | freier Stil                                        | Natascia Leonardi Cortesi                          | Laurence Rochat                                    | Doris Trachsel                                     |
| 2007          | Steg           | klassischer Stil                                   | Seraina Mischol                                    | Seraina Boner                                      | Ursina Badilatti                                   |
| 2008          | Feutersoey     | freier Stil                                        | Seraina Mischol                                    | Seraina Boner                                      | Silvana Bucher                                     |
| 2009          | Trun           | klassischer Stil                                   | Ursina Badilatti                                   | Doris Trachsel                                     | Rahel Imoberdorf                                   |
| 2010          | Marbach        | freier Stil                                        | Natascia Leonardi Cortesi                          | Silvana Bucher                                     | Doris Trachsel                                     |
| 2011          | Les Mosses     | klassischer Stil                                   | Seraina Boner                                      | Doris Trachsel                                     | Karin Camenisch                                    |
| 2012          | Campra         | freier Stil                                        | Bettina Gruber                                     | Laurien van der Graaff                             | Ursina Badilatti                                   |
| 2013          | Lenzerheide    | klassischer Stil                                   | Bettina Gruber                                     | Christa Jäger                                      | Carmen Emmenegger                                  |
| 2014          | Leysin         | freier Stil                                        | Seraina Boner                                      | Nathalie von Siebenthal                            | Bettina Gruber                                     |
| 2015          | Kandersteg     | klassischer Stil                                   | Nicole Donzallaz                                   | Laurien van der Graaff                             | Tatjana Stiffler                                   |
| 2016          | Zweisimmen     | freier Stil                                        | Nathalie von Siebenthal                            | Nadine Fähndrich                                   | Heidi Widmer                                       |
| 2017          | Tschierv       | klassischer Stil                                   | Seraina Boner                                      | Nadine Fähndrich                                   | Laurien van der Graaff                             |
| 2018          | Steg           | freier Stil                                        | Nathalie von Siebenthal                            | Nadine Fähndrich                                   | Stefanie Arnold                                    |
| 2019          | Engelberg      | klassischer Stil                                   | Nadine Fähndrich                                   | Alina Meier                                        | Lydia Hiernickel                                   |
| 2020          | Realp          | Wettkampf aufgrund der COVID-19-Pandemie abgesagt. | Wettkampf aufgrund der COVID-19-Pandemie abgesagt. | Wettkampf aufgrund der COVID-19-Pandemie abgesagt. | Wettkampf aufgrund der COVID-19-Pandemie abgesagt. |
| 2021          | Sedrun         | klassischer Stil                                   | Nadine Fähndrich                                   | Lydia Hiernickel                                   | Anja Weber                                         |
| 2022          | Zweisimmen     | freier Stil                                        | Nadine Fähndrich                                   | Anja Weber                                         | Nadja Kälin                                        |
| 2023          | Silvaplana     | klassischer Stil                                   | Nadine Fähndrich                                   | Lea Fischer                                        | Giuliana Werro                                     |
| 2024 28 km    | Realp          | freier Stil                                        | Nadine Fähndrich                                   | Anja Weber                                         | Giuliana Werro                                     |
| 2025          | Ulrichen       | klassischer Stil                                   | Nadja Kälin                                        | Fabienne Alder                                     | Giuliana Werro                                     |

### Verfolgung/Doppelverfolgung
| Jahr | Austragungsort    | Bemerkung | Gold                      | Silber                    | Bronze                    |
| ---- | ----------------- | --------- | ------------------------- | ------------------------- | ------------------------- |
| 1990 | Les Cernets       |           | Marianne Irniger          | Sylvia Honegger           | Barbara Mettler           |
| 1991 | Kandersteg        |           | Elvira Knecht             | Marianne Irniger          | Brigitte Albrecht         |
| 1992 | Les Diablerets    |           | Sylvia Honegger           | Barbara Mettler           | Brigitte Albrecht         |
| 1993 | La Fouly          |           | Sylvia Honegger           | Brigitte Albrecht         | Silke Schwager            |
| 1994 | Campra            |           | Sylvia Honegger           | Barbara Mettler           | Brigitte Albrecht         |
| 1995 | Sörenberg         |           | Brigitte Albrecht         | Jasmin Baumann            | Sylvia Honegger           |
| 1996 | Klosters          |           | Brigitte Albrecht         | Sylvia Honegger           | Barbara Mettler           |
| 1997 | Le Brassus        |           | Brigitte Albrecht         | Sylvia Honegger           | Andrea Huber              |
| 1998 | Biel              |           | Brigitte Albrecht         | Sylvia Honegger           | Natascia Leonardi         |
| 1999 | Silvaplana        |           | Brigitte Albrecht         | Sylvia Honegger           | Natascia Leonardi         |
| 2000 | Val de Travers    |           | Brigitte Albrecht         | Andrea Huber              | Natascia Leonardi         |
| 2001 | Langis bei Sarnen |           | Andrea Senteler           | Laurence Rochat           | Natascia Leonardi Cortesi |
| 2002 | Campra            |           | Natascia Leonardi Cortesi | Brigitte Albrecht-Loretan | Andrea Senteler           |
| 2003 | Lötschental       |           | Andrea Huber              | Andrea Senteler           | Seraina Mischol           |
| 2004 | Pontresina        |           | Laurence Rochat           | Seraina Mischol           | Natascia Leonardi Cortesi |
| 2005 | Les Diablerets    |           | Laurence Rochat           | Doris Trachsel            | Ursina Badilatti          |
| 2006 | Ulrichen          |           | Natascia Leonardi Cortesi | Laurence Rochat           | Seraina Mischol           |
| 2007 | Steg              |           | Laurence Rochat           | Seraina Mischol           | Ursina Badilatti          |
| 2008 | Feutersoey        |           | Ursina Badilatti          | Muriele Hüberli           | Theres Kläsi              |
| 2009 | Trun              |           | Doris Trachsel            | Lena Pichard              | Seraina Boner             |
| 2010 | Marbach           |           | Silvana Bucher            | Lena Pichard              | Natascia Leonardi Cortesi |
| 2011 | Les Mosses        |           | Doris Trachsel            | Christa Jäger             | Karin Camenisch           |
| 2012 | Campra            |           | Doris Trachsel            | Rahel Imoberdorf          | Ladina Lechner            |
| 2013 | Lenzerheide       |           | Seraina Boner             | Bettina Gruber            | Carmen Emmenegger         |
| 2014 | Leysin            |           | Nathalie von Siebenthal   | Nadine Fähndrich          | Alina Meier               |
| 2015 | Kandersteg        |           | Lydia Hiernickel          | Nadine Fähndrich          | Alina Meier               |
| 2016 | Zweisimmen        |           | Lydia Hiernickel          | Alina Meier               | Selina Pfäffli            |
| 2017 | Tschierv          |           | Seraina Boner             | Alina Meier               | Désirée Steiner           |
| 2018 | Steg              |           | Lydia Hiernickel          | Alina Meier               | Désirée Steiner           |
| 2019 | Engelberg         |           | Lydia Hiernickel          | Nadine Fähndrich          | Anja Weber                |
| 2020 | Realp             |           | Siri Wigger               | Alina Meier               | Désirée Steiner           |
| 2021 | Sedrun            |           | Alina Meier               | Désirée Steiner           | Nadja Kälin               |
| 2022 | Zweisimmen        | Skiathlon | Nadine Fähndrich          | Anja Weber                | Nadja Kälin               |
| 2023 | Ulrichen          |           | Anja Weber                | Désirée Steiner           | Marina Kälin              |
| 2024 | Klosters          |           | Giuliana Werro            | Fabienne Alder            | Carla Nina Wohler         |

### Sprint
| Meisterschaft | Austragungsort    | Bemerkung | Gold                                               | Silber                                             | Bronze                                             |
| ------------- | ----------------- | --------- | -------------------------------------------------- | -------------------------------------------------- | -------------------------------------------------- |
| 2000          | Val de Travers    |           | Brigitte Albrecht                                  | Andrea Huber                                       | Flurina Bachmann                                   |
| 2001          | Langis bei Sarnen |           | Andrea Senteler                                    | Andrea Huber                                       | Flurina Bachmann                                   |
| 2002          | Campra            |           | Brigitte Albrecht-Loretan                          | Flurina Bachmann                                   | Andrea Senteler                                    |
| 2003          | Lötschental       |           | Andrea Senteler                                    | Seraina Mischol                                    | Andrea Huber                                       |
| 2004          | Pontresina        |           | Seraina Mischol                                    | Laurence Rochat                                    | Flurina Bachmann                                   |
| 2005          | Les Diablerets    |           | Laurence Rochat                                    | Flurina Bachmann                                   | Doris Trachsel                                     |
| 2006          | Ulrichen          |           | Seraina Mischol                                    | Laurence Rochat                                    | Sandra Gredig                                      |
| 2007          | Steg              |           | Laurence Rochat                                    | Seraina Mischol                                    | Flurina Bachmann                                   |
| 2008          | Feutersoey        |           | Laurien van der Graaff                             | Bettina Gruber                                     | Ursina Badilatti                                   |
| 2009          | Trun              |           | Lena Pichard                                       | Karin Camenisch                                    | Laurien van der Graaff                             |
| 2010          | Marbach           |           | Silvana Bucher                                     | Doris Trachsel                                     | Laurien van der Graaff                             |
| 2011          | Les Mosses        |           | Doris Trachsel                                     | Karin Camenisch                                    | Tatjana Stiffler                                   |
| 2012          | Campra            |           | Laurien van der Graaff                             | Bettina Gruber                                     | Tatjana Stiffler                                   |
| 2013          | Lenzerheide       |           | Christa Jäger                                      | Bettina Gruber                                     | Carmen Emmenegger                                  |
| 2014          | Leysin            |           | Bettina Gruber                                     | Nathalie von Siebenthal                            | Doris Trachsel                                     |
| 2015          | Kandersteg        |           | Laurien van der Graaff                             | Tatjana Stiffler                                   | Nathalie von Siebenthal                            |
| 2016          | Zweisimmen        |           | Nadine Fähndrich                                   | Heidi Widmer                                       | Nathalie von Siebenthal                            |
| 2017          | Tschierv          |           | Nadine Fähndrich                                   | Laurien van der Graaff                             | Stefanie Arnold                                    |
| 2018          | Steg              |           | Nadine Fähndrich                                   | Stefanie Arnold                                    | Heidi Widmer                                       |
| 2019          | Engelberg         |           | Nadine Fähndrich                                   | Fabiana Wieser                                     | Lea Fischer                                        |
| 2020          | Realp             |           | Wettkampf aufgrund der COVID-19-Pandemie abgesagt. | Wettkampf aufgrund der COVID-19-Pandemie abgesagt. | Wettkampf aufgrund der COVID-19-Pandemie abgesagt. |
| 2021          | Sedrun            |           | Laurien van der Graaff                             | Nadine Fähndrich                                   | Désirée Steiner                                    |
| 2022          | Zweisimmen        |           | Laurien van der Graaff                             | Nadine Fähndrich                                   | Alina Meier                                        |
| 2023          | Ulrichen          |           | Nadine Fähndrich                                   | Lea Fischer                                        | Malia Elmer                                        |
| 2024          | Realp             |           | Nadine Fähndrich                                   | Anja Weber                                         | Marina Kälin                                       |
| 2025          | Jaunpass          |           | Alina Meier                                        | Fabienne Alder                                     | Noémie Charrière                                   |

### Teamsprint
| Meisterschaft | Austragungsort | Laufstil    | Gold                                             | Silber                                            | Bronze                                          |
| ------------- | -------------- | ----------- | ------------------------------------------------ | ------------------------------------------------- | ----------------------------------------------- |
| 2015          | Kandersteg     | freier Stil | TG HüttenLaurien van der Graaff Ursina Badilatti | SC DavosLivia Ambühl Tatjana Stiffler             | SC HorwClaudia Schmid Nadine Fähndrich          |
| 2017          | Tschierv       | freier Stil | SAS BernRahel Imoberdorf Seraina Boner           | SC DavosAlina Meier Désirée Steiner               | SC Nordic EngelbergNadine Matter Lea Fischer    |
| 2019          | Engelberg      | freier Stil | SC HorwBianca Buholzer Nadine Fähndrich          | Sarsura ZernezGiuliana Werro Fabiana Wieser       | SAS BernRahel Imoberdorf Tatjana Stiffler       |
| 2021          | Sedrun         | freier Stil | SC Am BachtelAnja Weber Siri Wigger              | SC DavosDésirée Steiner Alina Meier               | Alpina St. MoritzMarina Kälin Nadja Kälin       |
| 2023          | Silvaplana     | freier Stil | Alpina St. MoritzMarina Kälin Nadja Kälin        | SC HorwNadia Steiger Nadine Fähndrich             | GrenzwachtkorpsLydia Hiernickel Selina Gasparin |
| 2025          | Ulrichen       | freier Stil | SAS BernCarla Nina Wohler Lea Fischer            | Bernina PontresinaNoémie Charrière Fabienne Alder | ZernezHelena Guntern Giuliana Werro             |

### Staffel
| Meisterschaft | Austragungsort | Gold                                                                       | Silber                                                                     | Bronze                                                                              |                                                    |
| ------------- | -------------- | -------------------------------------------------------------------------- | -------------------------------------------------------------------------- | ----------------------------------------------------------------------------------- | -------------------------------------------------- |
| 1974          | Obergoms       | Zürcher SkiverbandRuth Schwarz Vreni Schaufelberger Rosmarie Kurz          | SC DavosKathrin Künzler Edith Spörri Ines de Quervain                      | SC MarbachRita Felder Monika Schenker Berta Lötscher                                |                                                    |
| 1975          | Pays-d’Enhaut  | Zentralschweizer SkiverbandMonika Küng Annamaria Kuster Käthi Aschwanden   | SC DavosBrigitte Spörndle Edith Spörndle Ines de Quervain                  | Zürcher SkiverbandVreni Schaufelberger Rosmarie Kurz Christine Brügger              |                                                    |
| 1976          | Marbach        | Zürcher SkiverbandDoris Petrig Marianne Rutz Anneliese Gamper              | Bündner Skiverband                                                         | Zentralschweizer Skiverband                                                         |                                                    |
| 1977          | Einsiedeln     | Pontresina/Bündner SkiverbandBrigitte Stebler Ursula Bösch Cornelia Thomas | Zürcher SkiverbandRosmarie Kurz Anneliese Gamper Christine Brügger         | Bündner SkiverbandEvi Kratzer Karin Thomas Monika Brüllsauer                        |                                                    |
| 1978          | Tramelan       | SC Bernina PontresinaBrigitte Stebler Ursula Bösch Cornelia Thomas         | Zürcher SkiverbandErika Schönbächler Anneliese Gamper Rosmarie Kurz        | Zentralschweizer SkiverbandClaudia Zimmermann Doris Süess Käthi Aschwanden          |                                                    |
| 1979          | Pontresina     | SC Bernina PontresinaUrsula Bösch Karin Thomas Cornelia Thomas             | Bündner SkiverbandBrigitte Stebler Heidi Brunner Evi Kratzer               | Zürcher SkiverbandEsther Schönbächler Anneliese Gamper Christine Brügger            |                                                    |
| 1980          | Lenk \|        | SC Bernina PontresinaBrigitte Stebler Karin Thomas Cornelia Thomas         | SC Alpina St. MoritzBarbara Giovanoli Heidi Brunner Evi Kratzer            | Zentralschweizer SkiverbandClaudia Zimmermann Doris Süess Käthi Aschwanden          |                                                    |
| 1981          | Urnäsch        | SC Bernina PontresinaBrigitte Stebler Cornelia Thomas Karin Thomas         | SC Alpina St. MoritzBarbara Giovanoli Heidi Brunner Evi Kratzer            | Zentralschweizer SkiverbandHeidi Niederberger Doris Süess Käthi Aschwanden          |                                                    |
| 1982          | Splügen        | SC Bernina PontresinaAnita Zanolari Gaby Scheidegger Cornelia Thomas       | SC Alpina St. MoritzBarbara Giovanoli Heidi Brunner Evi Kratzer            | Vereinigte Berner SkiclubsBarbara Hugi Kathrin Wenger Görel Bieri                   |                                                    |
| 1983          | La Fouly       | SC Alpina St. MoritzUrsula Zini Christine Brügger Evi Kratzer              | SC Bernina PontresinaKarin Thomas Gaby Scheidegger Cornelia Thomas         | Berner Oberländer SkiverbandAnnelies Lengacher Judith Sägesser Monika Germann       |                                                    |
| 1984          | Saint-Imier    | SC Alpina St. MoritzMarlies Rietmann Christine Brügger Evi Kratzer         | SC Bernina PontresinaGaby Scheidegger Cornelia Thomas Karin Thomas         | Berner Oberländer SkiverbandFranziska Ogi Annelies Lengacher Monika Germann         |                                                    |
| 1985          | Einsiedeln     | SC Alpina St. MoritzUrsula Tall-Zini Christine Brügger Evi Kratzer         | SC Bernina PontresinaGaby Scheidegger Cornelia Thomas Karin Thomas         | Berner Oberländer SkiverbandFranziska Ogi Monika Germann Annelies Lengacher         |                                                    |
| 1986          | Trun           | SC Alpina St. MoritzUrsula Tall-Zini Christine Brügger Evi Kratzer         | Berner Oberländer SkiverbandFranziska Ogi Gabi Zurbrügg Annelies Lengacher | Ostschweizer SkiverbandSilvia Baumann Myrtha Fässler Marianne Irniger               |                                                    |
| 1987          | Blonay         | SC Alpina St. MoritzKarin Knecht Christine Brügger Evi Kratzer             | SC Bernina PontresinaKarin Briggen Gaby Scheidegger Karin Thomas           | Ostschweizer SkiverbandSilvia Baumann Myrtha Fässler Marianne Irniger               |                                                    |
| 1988          | Sparenmoos     | SC Alpina St. MoritzKarin Knecht Christine Brügger Evi Kratzer             | SC Am BachtelFranziska Ogi Susanne Manser Sylvia Honegger                  | Zentralschweizer SkiverbandElisabeth Glanzmann Rosmarie Mettler Jolanda Dinkel      |                                                    |
| 1989          | Marbach        | Bündner SkiverbandSandra Parpan Silvia Baumann Evi Kratzer                 | Ostschweizer SkiverbandMyrtha Fässler Barbara Mettler Marianne Irniger     | Berner Oberländischer SkiverbandBeatrice Schranz Annelies Lengacher Gabi Zurbrügg   |                                                    |
| 1990          | Les Cernets    | Ostschweizer SkiverbandBarbara Mettler Myrtha Fässler Marianne Irniger     | Bündner SkiverbandJasmin Baumann Elvira Knecht Sandra Parpan               | Zürcher SkiverbandDolores Rupp Susanne Manser Sylvia Honegger                       |                                                    |
| 1991          | Kandersteg     | Ostschweizer SkiverbandMarianne Irniger Myrtha Fässler Barbara Mettler     | Bündner SkiverbandJasmin Baumann Annemarie Bösch Elvira Knecht             | Zürcher SkiverbandDolores Rupp Doris Kunz Sylvia Honegger                           |                                                    |
| 1992          | Les Mosses     | Bündner SkiverbandJasmin Baumann Annemarie Bösch Elvira Knecht             | Bündner SkiverbandNadja Scaruffi Andrea Huber Anita Rauch                  | Berner Oberländischer SkiverbandBeatrice Schranz Brigitte Dänzer Annelies Lengacher |                                                    |
| 1993          | La Fouly       | SC Am BachtelDolores Rupp Sylvia Honegger Silke Schwager                   | SC Rätia ChurSimone Marugg Selina Bischoff Elvira Knecht                   | SC AdelbodenGaby Gutknecht Beatrice Schranz Brigitte Dänzer                         |                                                    |
| 1994          | Campra         | SC Am BachtelSilke Schwager Doris Kunz Sylvia Honegger                     | SC MarbachFranziska Unternährer Lisbeth Bucher Priska Haas                 | SC AdelbodenGaby Gutknecht Brigitte Dänzer Sandra Jungen                            |                                                    |
| 1995          | Sörenberg      | SC Am BachtelDoris Kunz Cornelia Porrini Sylvia Honegger                   | SC DavosNadja Scaruffi Jasmin Baumann Saskia Bösch                         | SC Alpina St. MoritzCorinne Rebetez Simone Mettler Beatrice Wasescha                |                                                    |
| 1996          | Klosters       | SC Am BachtelCornelia Porrini Doris Kunz Sylvia Honegger                   | SC MarbachFranziska Unternährer Rita Haas Priska Haas                      | SC Alpina St. MoritzCorinne Rebetez Andrea Huber Christine Gilli-Brügger            |                                                    |
| 1997          | Le Brassus     | SC Alpina St. MoritzCorinne Rebetez Andrea Huber Christine Gilli-Brügger   | SC Am BachtelCornelia Porrini Doris Kunz Sylvia Honegger                   | SC ObergomsBrigitte Albrecht Marianne Volken Marietta Garbely                       |                                                    |
| 1998          | Ulrichen       | SC ObergomsMarianne Volken Melanie Fatzer Brigitte Albrecht                | SC KlostersAndrea Senteler Karin Camenisch Seraina Gruber                  | SC DavosNadja Scaruffi Saskia Bösch Jasmin Nunige                                   |                                                    |
| 1999          | Silvaplana     | SC Alpina St. MoritzDomenica Oswald Andrea Huber Christine Gilli-Brügger   | SC Am BachtelSylvia Honegger Andrea Honegger Cornelia Porrini              | SC DavosNadja Scaruffi Saskia Bösch Jasmin Nunige                                   |                                                    |
| 2000          | Val de Travers | SC KlostersKarin Camenisch Seraina Boner Andrea Senteler                   | SC DavosSeraina Mischol Saskia Bösch Nadja Scaruffi                        | SC Alpina St. MoritzDomenica Oswald Andrea Huber Christine Gilli-Brügger            |                                                    |
| 2001          | Campra         | SC DavosSeraina Mischol Patricia Schärrer Saskia Bösch                     | SC Am Bachtel                                                              | SC Orient-Sentier                                                                   |                                                    |
| 2002          | Campra         | SC DavosSeraina Mischol Sandra Gredig Saskia Bösch                         | SC Alpina St. MoritzAndrea Huber Sandra Nett Rina Scarpatetti              | SC Am BachtelNadeschda Burlakowa Nathalie Kessler Cornelia Porrini                  |                                                    |
| 2003          | Lötschental    | SC DavosSeraina Mischol Sandra Gredig Saskia Bösch                         | SC Am BachtelTheres Klaesi Cornelia Porrini Nathalie Kessler               | SC MarbachKäthy Aeschlimann Barbara Zihlmann Silvia Egli                            |                                                    |
| 2004          | Pontresina     | SC Bernina PontresinaSelina Gasparin Myrta Damaso Flurina Bachmann         | SC Am BachtelNadeschda Burlakowa Theres Klaesi Cornelia Porrini            | SC EntlebuchMelanie Zemp Tanja Schumacher Silvana Bucher                            |                                                    |
| 2005          | Les Diablerets | SC MarbachKäthy Aeschlimann Barbara Zihlmann Silvia Egli                   | SC ObergomsMarianne Volken Sarah Zeiter Rahel Imoberdorf                   | SC DavosTatjana Stiffler Laurien van der Graaff Katja Stoffel                       |                                                    |
| 2006          | Ulrichen       | SC DavosSeraina Mischol Laurien van der Graaff Sandra Gredig               | SC Orient-SentierRebecca Aubert Morgane Dubois Edwige Capt                 | SC Les DiableretsLena Pichard Véronique Jaton Lucy Pichard                          |                                                    |
| 2007          | Steg           | SC DavosTatjana Stiffler Seraina Mischol Laurien van der Graaff            | SAS BernBettina Gruber Muriele Hüberli Sandra Gredig                       | SC Les DiableretsLena Pichard Marlyse Breu Lucy Pichard                             |                                                    |
| 2008          | Feutersoey     | SC DavosTatjana Stiffler Seraina Mischol Laurien van der Graaff            | SAS BernMuriele Hüberli Rahel Imoberdorf Sandra Gredig                     | SC DiableretsLena Pichard Marlyse Breu Lucy Pichard                                 |                                                    |
| 2009          | Trun           | SC KlostersKarin Camenisch Seraina Boner Seraina Gruber                    | SAS BernMuriele Hüberli Rahel Imoberdorf Bettina Gruber                    | SC VättisPatricia Sprecher Stefanie Sprecher Barbara Jäger                          |                                                    |
| 2010          | Marbach        | SC VättisPatricia Sprecher Stefanie Sprecher Christa Jäger                 | SC Les DiableretsLena Pichard Marlyse Breu Lucy Pichard                    | SAS BernRahel Imoberdorf Annina Strupler Simone Bürgler                             |                                                    |
| 2011          | Les Mosses     | SC VättisPatricia Sprecher Stefanie Sprecher Christa Jäger                 | TG HüttenUrsina Badilati Seraina Boner Laurien van der Graaff              | SAS BernRahel Imoberdorf Annina Strupler Sarah Zeiter                               |                                                    |
| 2012          | Campra         | SC ObergomsMichèle Garbely Flurina Volken Patricia Jost                    | SAS BernBettina Gruber Sarah Zeiter Rahel Imoberdorf                       | SC VättisPatricia Sprecher Stefanie Sprecher Christa Jäger                          |                                                    |
| 2013          | Sedrun         | SC VättisBarbara Jäger Christa Jäger Tonja Kohler                          | SC Am BachtelTanja Gerber Martina Vontobel Rebecca Vontobel                | SAS BernRahel Imoberdorf Stefanie Sprecher Sandra Gredig                            |                                                    |
| 2014          | Leysin         | SASRahel Imoberdorf Chantel Carlen Bettina Gruber                          | SC ObergomsFlurina Volken Patricia Jost Ladina Meier-Ruge                  | Sasura ZernezFabiana Wieser Jogscha Abderhalden Giuliana Werro                      |                                                    |
| 2016          | Zweisimmen     | SC DavosAlina Meier Désirée Steiner Selina Schnider                        | SAS BernTatjana Stiffler Simone Bürgler Heidi Widmer                       | Sasura ZernezFabiana Wieser Jogscha Abderhalden Giuliana Werro                      |                                                    |
| 2018          | Steg           | Sarsura ZernezFabiana Wieser Jogscha Abderhalden Giuliana Werro            | SC HorwBianca Buholzer Nadine Fähndrich Claudia Schmid                     | SC DavosDésirée Steiner Aurora Viglino Céline Meisser                               |                                                    |
| 2020          | Realp          | Wettkampf aufgrund der COVID-19-Pandemie abgesagt.                         | Wettkampf aufgrund der COVID-19-Pandemie abgesagt.                         | Wettkampf aufgrund der COVID-19-Pandemie abgesagt.                                  | Wettkampf aufgrund der COVID-19-Pandemie abgesagt. |
| 2022          | Zweisimmen     | TG HüttenKaroline Moen Guidon Anja Weber Laurien van der Graaff            | SC HorwBianca Buholzer Nadine Fähndrich Nadia Steiger                      | Sarsura ZernezFabiana Wieser Giuliana Werro Helena Guntern                          |                                                    |
| 2024          | Realp          | SC Alpina St. MoritzIlaria Gruber Nadja Kälin Marina Kälin                 | SC HorwBianca Buholzer Nadine Fähndrich Nadia Steiger                      | GrenzwachtkorpsLydia Hiernickel Aita Gasparin Elisa Gasparin                        |                                                    |